# Harmadik Lengyel Köztársaság
III. Köztársaság (III. Rzeczpospolita) – a Lengyel Köztársaság köznapi neve, amit a lengyel államra vonatkozóan 1990-től használnak. A történészek az I. Köztársaság névvel a lengyel-litván államot (1572-1795) illetik, a II. Köztársaság névvel pedig a két világháború közötti lengyel államot (1918-39). A lengyel állam hivatalos neve: Rzeczpospolita Polska (rzeczpospolita – ólengyelül köztársaság; más államokra vonatkozólag pedig csak a republika szó használható).

## Előzmények. 1989. évi parlamentáris választás

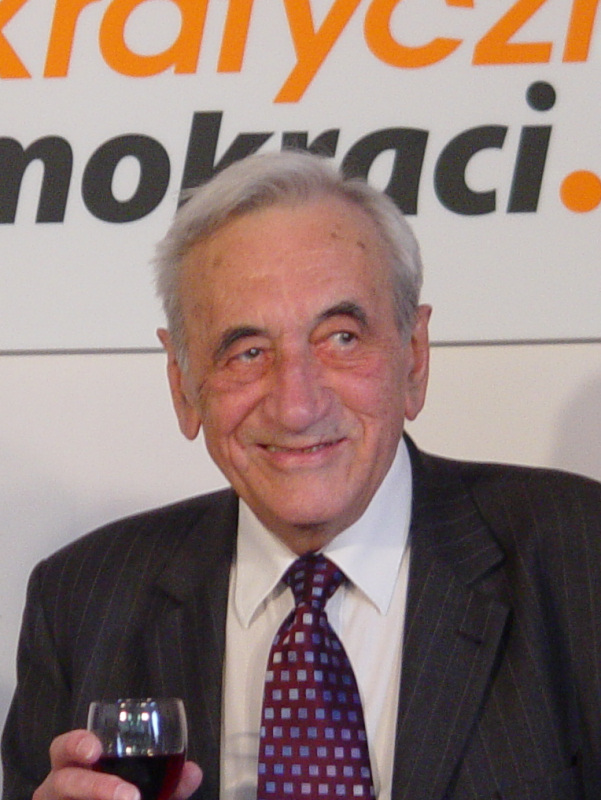
Tadeusz Mazowiecki – az első nem kommunista miniszterelnök Közép Európában

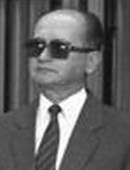
Wojciech Jaruzelski

A hadiállapot megszüntetése (1983) után, a gazdasági reformok megindított kísérletei ellenére a helyzet Lengyelországban állandóan súlyosbodott. 1988 áprilisában és augusztusában megint elkezdődtek a sztrájkok. Akkor a hatóság az ellenzék tényleges vezetőjével, Lech Wałęsával kezdett tárgyalásokat, melyeket a kormány részéről a belügyminiszter, Czesław Kiszczak tábornok vezetett. A tárgyalások megkezdésének kedvezett a helyzet a Szovjetunióban, ahol 1985 márciusától a SzKP KB főtitkárává Mihail Gorbacsov lett, aki megkezdte a peresztrojkát. A Wałęsa és Kiszczak közötti tárgyalások eredményeként széles körű tárgyalások indultak a kormány, a Szolidaritás és Egyház között. Ezek 1989 februárjától áprilisáig tartottak és Kerekasztal néven váltak ismertté. Ezek egyezmény aláírásával fejeződtek be, amelyben a kormány többiek között megígérte a Szolidaritás ismételt törvényesítését, a Szenátus (a lengyel parlament felsőháza) és államelnök tisztségének visszaállítását meg szabad parlamenti választás lefolytatását (a Szejmben a 460 hely legfeljebb 35%-a az ellenzék számára lenne biztosítva, a Szenátusban az ellenzék mind a 100 helyet megszerezheti).
A választás 1989. június 4-én zajlott le és a Szolidaritás mindenkinek meglepő, nyomasztó győzelmével végződött: a jelöltjei minden nekik megítélt (161) helyet megszerezték (csak 1 helyet szerzett a Szenátusban független jelölt). Az egész ellenzék létrehozott egy képviselői klubot – Állampolgári Parlamentári Klubot (Obywatelski Klub Parlamentarny, OKP).
Az elnökválasztást is lefolytatták, a Kerekasztal megállapításai szerint ezt a Szejm csinálta. Mivel az addigi koalíció (LEMP – Lengyel Egyesült Munkáspárt – és a "bábpártjai", ebben Egyesült Néppárt – ZSL – és Demokrata Párt – SD) még mindig fölényben volt, sikerült elnöknek Wojciech Jaruzelski tábornokot választani (akkor – a LEMP KB főtitkára; június 19.). A miniszterelnök pedig Czesław Kiszczak lett, de nem sikerült kormányt alakítania. Ezért egy hónappal később létrejött a Szolidaritás, ZSL és SD szövetsége. Ennek eredményeként kinevezték az új kormányt, amelynek a miniszterelnöke Tadeusz Mazowiecki lett – az első nem kommunista miniszterelnök a népi demokratikus országokban. A miniszterek egy részét viszont a LEMP adta, köztük a belügy- és nemzetvédelmi minisztert.
Az 1989-ben megválasztott Szejmet gyakran "szerződésesnek" nevezik, mert az összetétele nem teljesen szabad választás, hanem a hatóság és ellenzék között megkötött "szerződés" eredménye volt.
1989. december 29-én a Szejm megszavazta a Lengyel Népköztársaság alkotmányát váltó alaptörvényt, amelyben többek között megváltoztatták az állam nevét is Lengyel Köztársaságra (Rzeczpospolita Polska).

## Első évek

### Balcerowicz terve

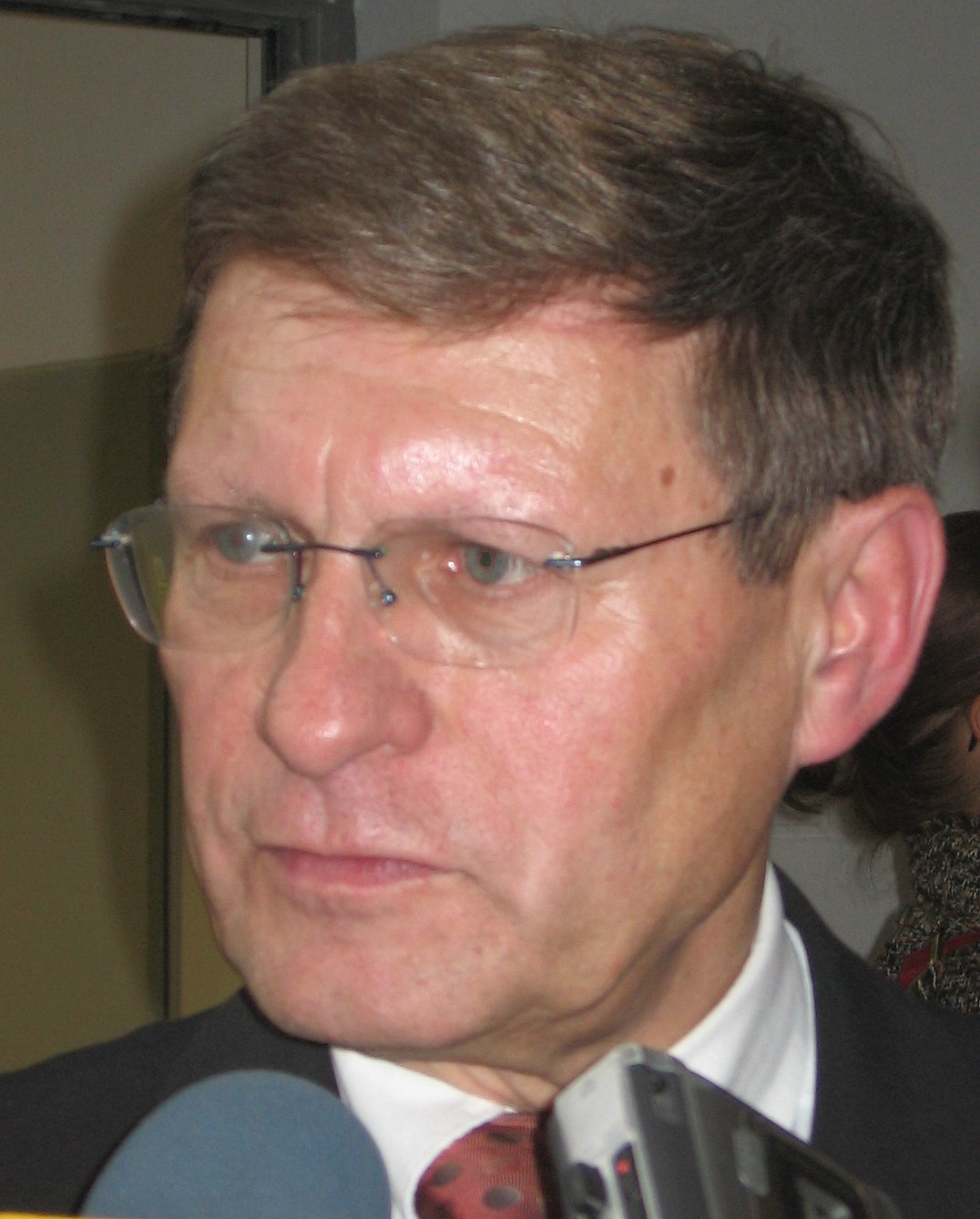
Leszek Balcerowicz, a lengyel gazdasági változások szerzője

A legfontosabb probléma, amellyel Mazowiecki-kormánynak meg kellett küzdenie, a katasztrofális gazdasági helyzet volt. Lengyelország volt az az ország, ahol a gazdaság leggyorsabban "csökkent" a GDP (1990-es években az évenkénti csökkenése majdnem 10%) és ahol a munkanélküliség (1991-ben több mint 12%) és az infláció (1989-ben 640%) a legnagyobbak voltak. Az új kormány 41 milliárd dollár államadósságot örökölt a népköztársaság utolsó évtizedéből. A kereskedelemben óriási hiányok léteztek és a csaknem értéktelen złoty mellett az amerikai dollár vált nemhivatalos valutává. 1989 szeptemberében Leszek Balcerowicz miniszterelnök helyettes és pénzügyminiszter, a szakemberek csoportjával együtt (közöttük Jeffrey Sachs professzorral) létrehozta azt a reformtervet, amelynek meg kellett szilárdítania a lengyel gazdaságot (mindenekelőtt – csökkentenie az inflációt) és lehetővé tennie az átalakulást a tervgazdaságról a piacgazdaság irányában.
A tervet 10 törvénycikk alkotta, amelyet a Szejm 1989. december 28-án szavazott meg. Többek között, a terv:
- eltávolította az állami vállalatok létezésének garanciáit, ami lehetővé tette a jövedelmet nem hozó vállalatok felszámolását;
- megtiltotta a jegybanknak felszámolni a költségveszteséget, azaz megtiltotta "üres" pénz korlátlan forgalomba hozatalát, a bankóprést;
- igazolta az 1986-ban bevezetett különleges adót, amelyet azok fizettek, akik nagy jutalmakat kaptak a fizetésükhöz. Az adónak az árak emelkedéséhez viszonyítva korlátoznia kellett a fizetésemeléseket;
- egységesítette az adófizetés szabályait;
- felszámolta az állam monopóliumát a külkereskedelemben;
- biztosította a védelmet és pénzjuttatást a munkából elbocsátott emberek számára és bevezette az időszaki munkanélküli ellátást.

A bevezetett törvények hatására az infláció és a megélhetési költségek jelentősen csökkentek, a piacon sok áru jelent meg, megszűnhetett a központi áruelosztás, két év alatt megalakult 600 ezer magánvállalat és a gazdasági növekedés a legmagasabb volt a volt "népi demokráciák" országai közt (1996-ban – 6%). Mivel sok magánvállalat csődbe ment vagy felszámolták, így az elbocsátások száma megugrott, a munkanélküliségi ráta a rendszerváltás után (1993) 16,4%-ig növekedett. Sok közgazdász hangsúlyozta, hogy Balcerowicz terve csak felfedte azt a munkanélküliséget, amely rejtett alakban korábban is létezett: azaz a vállalatok munkát adtak embereknek, akikre valójában nem volt szükségük, ők nem növelték a termelést.
A Balcerowicz terv egyik eredménye a złoty címlete volt. A 90-es évek kezdetén az infláció miatt az alapvető árucikkek árai olyan szintre növekedtek, hogy a bankjegyek használata egyre kényelmetlenebbé vált, miközben az ércpénzek kikoptak a forgalomból. Amikor az infláció lecsökkent 10% alá, a Nemzeti Bank új valutát vezetett be 1995. január 1-jétől PLN jelöléssel és 1 PLN 10000 "régi" złoty értékű lett.
A Balcerowicz tervét leggyakrabban azért kritizálják, mert sok ember életszínvonala jelentősen lecsökkent, különösen a nem jövedelmező állami vállalatok és állami gazdaságok dolgozóié. Sokhelyütt az e vállalatok felszámolása által okozott munkanélküliség és szegénység máig is tart.

### Első pártok a Harmadik Köztársaságban
Az első a kommunizmust ellenző párt már 1979-ben alakult meg Lengyelországban. Ez a Független Lengyelország Konföderációja volt (KPN – Konfederacja Polski Niepodległej), amely Józef Piłsudski politikai eszméire hivatkozott. Népszerűségét egy önmaga elleni nyilvános pernek köszönhető (1981). Nem bízott a kerekasztali tárgyalásokban. Nem delegált saját képviselőket a "szerződéses" Szejmbe, de tevékenyen tovább cselekedett.
1989 októberében egy újabb párt alakult meg: Keresztény-nemzeti Egyesület (ZChN – Zjednoczenie Chrześcijańsko-Narodowe). Hivatkozott a kereszténydemokrata Roman Dmowskira Ez a párt Dmowski Nemzeti Demokráciája eszméire és konzervatív-keresztény hagyományra épített. Támogatta a lengyel árucikkek vásárlását, követelte az abortusz teljes tilalmát és vonakodott egyesülni az európai szervezetekkel, mert úgy vélte, hogy az fenyegeti a lengyel nemzeti identitást.
1990 januárjában a Lengyel Egyesült Munkáspárt átalakult a Lengyel Köztársaság Szociáldemokráciájává (SdRP – Socjaldemokracja Rzeczypospolitej Polskiej). Vezetője Aleksander Kwaśniewski lett. Hasonlóan, a LEMP koalíciós pártja, az Egyesült Néppárt májusban átalakult Lengyel Néppárttá (PSL – Polskie Stronnictwo Ludowe). Ez a párt a második világháború előtti PSL (1895-től ) utódpártjának tartja magát.
1990 májusában megalakult a "Központ" Egyetértés (PC – Porozumienie Centrum). Ez egy centrista, kereszténydemokrata eszmékre hivatkozó, a liberalizmust és szociális piacgazdaságot támogató párt volt. Az első vezetője Jarosław Kaczyński.
1990 júniusában megalakult a Liberális Demokrata Kongresszus (KLD – Kongres Liberalno-Demokratyczny). A vezetője Janusz Lewandowski lett (más híres tagjai – Jan Krzysztof Bielecki és Donald Tusk). A párt támogatta a privatizációt és a szabad piacot, a Lengyelország egyesülését az európai szervezetekkel, az állam világnézeti semlegességét. Kezdetben a KLD és a PC szövetséget alkotott.

### Az első elnökválasztás 1990-ben

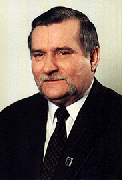
Lech Wałęsa elnök

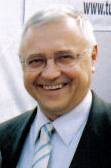
Stanisław Tymiński

A májusban lezajlott a teljesen szabad önkormányzati választás, amelyben döntő győzelmet arattak a Szolidaritás jelöltjei vagy az általa támogatottak. A júniusban távoztak a kormányból a volt LEMP-ből delegált miniszterek.
1990-ben derült fény a háború utáni Lengyelország történetének egyik legnagyobb pénzbotrányára. 1989-ben a Szejm létrehozta az ún. Külföldi Adósság Szolgálata Pénzalapját (FOZZ), amelynek a feladata volt pénz gyűjtése és pénzgazdálkodás a lengyel külföldi adósság visszafizetése érdekében. Kiderült, hogy a FOZZ könyvelői a nemzetközi jogtól eltérő pénzügyi műveleteket hajtottak végre, de ezen túlmenően komoly pénzbeli károkat okoztak (politikai pártok finanszírozásával, magáncégek bankszámláira utalással, stb.). Az államkincstár elvesztett emiatt kb. 135 millió dollárt. Az ügyet máig nem derítették ki.
A szeptemberben Jaruzelski elnök benyújtotta azt a törvényjavaslatot, amely megrövidítette az ő időtartamát és bevezette az általános elnökválasztást. A Szejm megszavazta a törvényt.
A választás 1990. november 25-én zajlott le. Pályáztak többiek között: Lech Wałęsa, Tadeusz Mazowiecki miniszterelnök és egy korábban ismeretlen lengyel származású kanadai vállalkozó, Stanisław Tymiński. Tymiński és Wałęsa kampánya volt a legaktívabb, Mazowiecki pedig úgy vélte, hogy a teljesítményei és érdemei elegendők a kampányhoz. Viszont sok embernek nem tetszett a sok állami vállalat véleményük szerint sietős felszámolása, a magas infláció, a számos pénzbotrány. Azért Mazowiecki csak harmadik helyt érte el a választásban, a második Tymiński volt (szavazatok 23%-a), az első – Wałęsa (40%). Mivel senki nem érte el az 50%-ot, december 9-én lezajlott a második forduló, amelyben Wałęsa 75%-at kapott. A választási kampány különösen piszkos volt. Wałęsa Tymińskit elmebetegséggel vádolta, Tymiński pedig Wałęsát a kommunista biztonsági szolgálattal való együttműködéssel.
1990. december 22-én beiktatták Wałęsát Lengyelország elnökének. A második világháború előtti elnöki hatóság jelvényeit adta át neki az utolsó emigráns elnök, Ryszard Kaczorowski.

### Első teljesen szabad parlamentáris választás 1991-ben

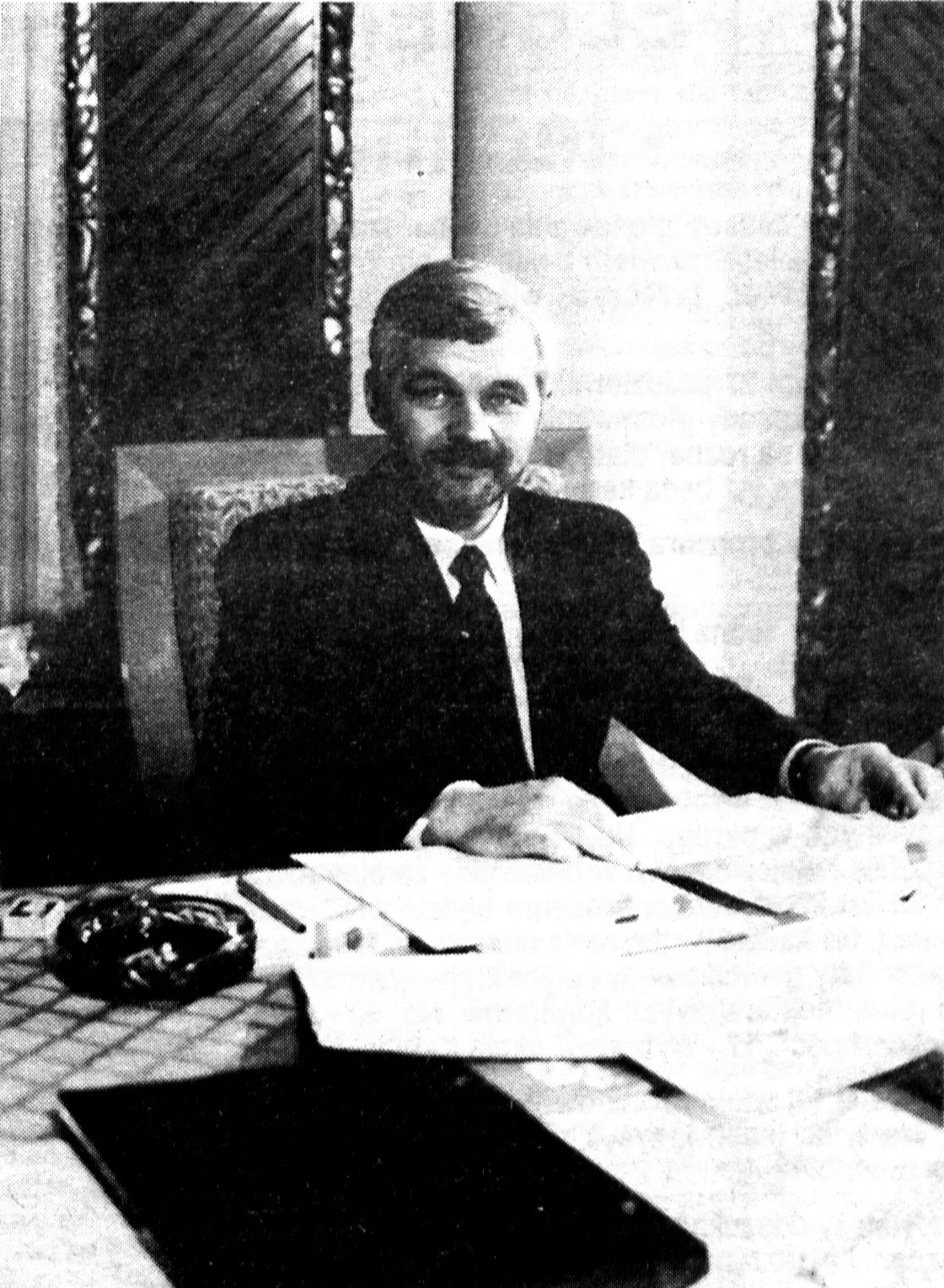
Jan Krzysztof Bielecki

Tadeusz Mazowiecki miniszterelnök elismerte, hogy az elnöki választásban az emberek kifejezték a bizalmuk hiányát, azért lemondott az posztjáról 1990 decemberében. Utódja Jan Krzysztof Bielecki lett (1991. január 12.). A miniszterek többségét a KLD adta, pénzügyminiszter Leszek Balcerowicz maradt.
Egyidejűleg Mazowiecki és a választásban őt támogató személyiségek megalakítottak egy centrista pártot a Demokrata Uniót (UD – Unia Demokratyczna), amelynek vezetője Mazowiecki lett. A párt támogatta a szabad piac és szociálliberalizmus eszméit.
A "szerződéses" Szejm elismerte, hogy az összetétele nem tükrözi a lengyel politikai spektrumot, azért megszavazta saját hivatali időtartama lerövidítését. Wałęsa elnök kitűzte a választást 1991. október 27-ére. Az új Szejm nagyon "felaprózott" volt – a választási szabályzat még olyan párt bejutását is megengedte, amely csak egy mandátumot szerzett meg, ezért a 29 párt által delegált képviselők közt 11 csak egy párthoz tartozott. A Demokrata Unió nyert 62 mandátumot a 460 közül, második a Demokratikus Baloldali Szövetség (SLD – Sojusz Lewicy Demokratycznej) nevű koalíció volt 60 mandátummal (ebben a fő párt az SdRP volt). A Katolikus Választási Akció (WAK – Wyborcza Akcja Katolicka) nevű koalíció 49 mandátumot szerzett (a fő párt itt a ZChN), a PSL 48,a KPN 46 ,a PC 44 , a Szolidaritás 27 mandátumot kapott.
Az új Szejm első ülésén Jan K. Bielecki miniszterelnök lemondott a posztjáról. Utóda Jan Olszewski (PC) lett (december 5.). Ezúttal a kormányt PC és ZChN alkották. Közvetlenül a régi kormány lemondása előtt, a távozó miniszterelnök-helyettes, Leszek Balcerowicz, aláírta a szövetségi szerződést az EGKval.

### Jan Olszewski kormánya. "Éjszakai őrségváltás"

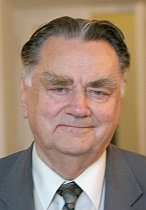
Jan Olszewski

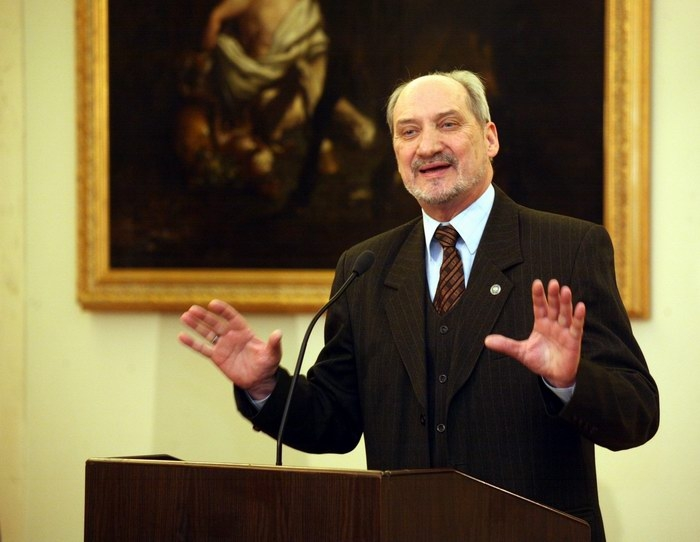
Antoni Macierewicz (2009)

Jan Olszewski kormánya tovább tárgyalt Lengyelország bevezetéséről EGK-ba. Elkezdődtek a tárgyalások a NATO-ba való belépésről. Wałęsa elnök létrehozta a "második NATO" és "második EGK" koncepciót (len. "NATO-bis", "EWG-bis" – 1992. március), amelynek célja a felbomlott (1991. július 1.) Varsói Szerződés tagjainak katonai és gazdaságpolitikai szövetség volt ( hasonlóan a NATO-hoz és az EGK-hoz). Valószínűleg Wałęsa e koncepcióval akarta mérsékelni Oroszország reakcióját arra, hogy Lengyelország távozik az orosz érdekszférából. Wałęsa viszont koncepcióját nem vitatta meg a kormánnyal, ami olyan benyomást tett, hogy az elnök és a kormány két külön politikai úton járnak.
1992-ben a szovjet hadsereg kivonult Lengyelországból. Egyidejűleg tartottak a lengyel-orosz barátsági szerződésre vonatkozó utolsó tárgyalások. Wałęsa elhelyezte ott a cikket, amely szerint a szovjet hadsereg támaszpontjait a lengyel-orosz kereskedelmi társaságok átengedhették – ennek ellenére, hogy Olszewski miniszterelnök határozottan ellenezte. A "második NATO" és "második EGK" ötlettel együtt ez éles vitára vezetett a kormány és az elnök között. Más okok is voltak: egyrészt a kormány lelassította a privatizációt, mert úgy vélte, hogy "tolvaj" módjára van vezetve. Másrészt az elnök szerint túl intenzív volt a hadsereg és a Belügyminisztérium megtisztítása a kommunista elemektől.
A május végén a Szejm elrendelte a belügyminiszternek, Antoni Macierewicznek, hogy nyilatkozzék a képviselőknek a maga által csinált listáról, amelyen politikai személyiségek és magas államhivatalnokok voltak, akik a kommunista Biztonsági Szolgálat titkos ügynökei voltak. A miniszter nyilatkozott a listáról és ezzel óriási zűrzavart okozott, mert az állam legfontosabb személyeit érintette, Wałęsa elnökkel és a Szejmmarsallal (Szejm elnökével) együtt, de az együttműködés minden bizonyítéka nélkül. Ezzel kapcsolatban június 4-én az elnök javaslatot tett Jan Olszewski kormányának elbocsátásáról. A kormányt valóban elbocsátották a 4-éről 5-ére virradó éjszakán. Ezért ezt a PC (ma – PiS) hívei "éjszakai őrségváltásnak" vagy "a táskák éjszakájának" hívják, ami azt jelenti, hogy a törvényes kormányt a volt ávósokkal összekapcsolt csoport az éj leple alatt, titokban bocsátotta el.
Olszewski elbocsátása után a Szejm Waldemar Pawlakot, a PSL vezetőjét nevezte ki miniszterelnökké , de neki nem sikerült kormányt alakítani. Július 10-én Hanna Suchocka (Demokrata Unió) lett új miniszterelnök. A kormányát 7 párt alkotta (többiek között UD, ZChN, KLD).

### Kis Alkotmány
Az 1991-ben kiválasztott Szejm fő feladata új alkotmány megszavazása volt. Viszont a képviselők tisztában voltak azzal, hogy sok idő szükséges új alkotmány létrehozására, így mielőtt ez megvalósul Lengyelország mégsem működhet a Lengyel Népköztársaság 1952. évi alkotmány szerint. Ezért a Szejm csak a törvény egy részét hozta létre (1992. október 17-én), melyek az elnök, kormány és parlament közötti viszonyra meg a tartományi önkormányzatra vonatkoztak. Az egyéb problémákat így még mindig a kommunista alkotmány szabályozta.
A Kis Alkotmány visszavonta a szocialista államrendre vonatkozó törvénycikkeket. Pontosította az elnök jogkörét. Az elnök által kiadott jogi okmányt a miniszterelnöknek vagy az érintett miniszternek is alá kellett írnia. A kormányt az elnök nevezte ki, de a kormánynak a Szejm támogatását meg kellett szereznie (eddig a Szejm nevezte ki a kormányokat). Az elnök lerövidíthette a parlamenti ciklust, ha a parlament megszavazta a kormánnyal szembeni bizalmatlansági indítványt . Ha pedig a parlament javasolna egy új miniszterelnököt a bizalmatlansági indítvány után, az elnök köteles őt kinevezni.

## 1993. évi parlamentáris választás. A baloldal visszatérése

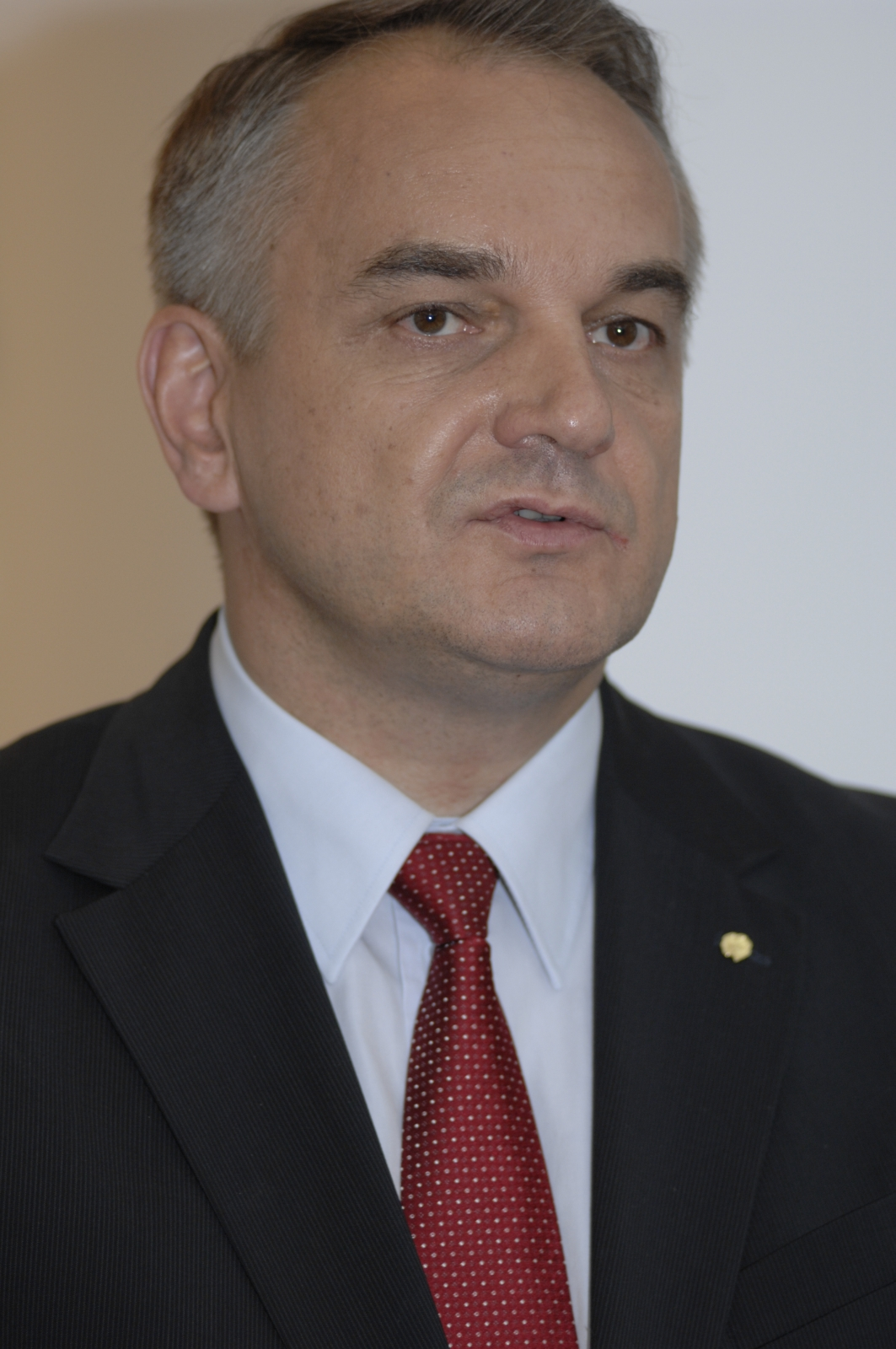
Waldemar Pawlak

1993. május 28-án a Szolidaritás egyik képviselője bejelentette a bizalmatlansági indítványt Hanna Suchocka kormánya ellen, amelyet csak egyetlen szavazatos többséggel megszavaztak. Viszont a Szejm nem javasolt új miniszterelnököt és ezért a Kis Alkotmánynak megfelelően Wałęsa elnök feloszlatta a parlamentet.
A választás szeptember 19-én zajlott le. Az "egyszerű" lengyel emberek már belefáradtak az állhatatlanságba és centrista és jobboldali pártok között tartó vitákba. Egyre kevéssé tetszett nekik a privatizáció, amely sok esetben a munkájuk elvesztésével végződött. Sok embernek az sem tetszett, hogy az egyház egyre intenzívebben avatkozik bele a politikába és a jobboldal segítségével az emberek magánéletébe is bele próbál avatkozni és az sem, hogy az egyház visszaszerezve a kommunisták által elvett vagyonát még többet akart szerezni, mint ami jár neki. Ezért a várakozásoknak megfelelően a választást a baloldal (SLD) nyerte 171 mandátummal. A PSL 132 és az UD 74 mandátumot kapott. Új pártok is bejutottak a Szejmbe. A Munka Uniója (UP – Unia Pracy, 41 mandátummal) baloldali párt volt, mely 1992 júniusában alakult meg és a Szolidaritással és volt LEMP reformbarát szárnyához kötődő embereke csoportosulása volt. Reformok Támogatásának Pártnélküli Blokkja pedig (BBWR – Bezpartyjny Blok Wspierania Reform, 16 mandátummal) egy kereszténydemokrata jellegű társaság volt, amelyet Lech Wałęsa hozott létre 1993 júniusában. Az UD és KPN kívül, a Szejmbe nem került be viszont centrista-jobboldali szervezet, így a PC, KLD, ZChN vagy Szolidaritás. Ez az az új választási szabályzat eredménye volt, amit a régi Szejm megszavazott közvetlenül az időtartama vége előtt. Az új szabályzat felállította a választási küszöböt: 5%-ost pártok számára és 7%-ost koalíciók számára. A második ok az a vita volt a centrista-jobboldali pártok között, amelyek miatt nem tudtak létrehozni közös koalíciót, a baloldallal ellentétben. Elsőként a KLD értette meg ezt a hibát és 1994 áprilisában egybeolvadt az UD-vel, ilyen módon alakult meg a Szabadság Uniója (UW – Unia Wolności). A főnöke az UD addigi vezetője, Tadeusz Mazowiecki lett, a helyettese a KLD addigi vezetője, Donald Tusk.
Október 26-án Wałęsa elnök újra javasolta miniszterelnöknek Waldemar Pawlakot és a Szejm támogatta a jelöltet. Az új kormányt az SLD, a PSL és az UP alkották.

### Waldemar Pawlak második kormánya
Névleg a miniszterelnök Waldemar Pawlak volt, de a kormányt ténylegesen az SLD főnöke, Aleksander Kwaśniewski vezette annak ellenére, hogy tárca nélküli miniszter volt (a lengyelek kitalálták a közmondást, hogy "hátsó kanapétól vezetett" a kormányt). Pawlak akarta meghatározni Kwaśniewski hatáskörét, amelyben kezdetben Wałęsa elnök támogatta a miniszterelnököt, de hamarosan a viszony az elnök és a miniszterelnök között is megromlott. A viszályuk csúcsa 1994 szeptemberére esett, amikor a lengyel hadsereg parancsnokságával való találkozón Wałęsa kritizálta a Honvédelmi Minisztérium polgári vezetőségét és ebben támogatták őt a jelenlevő tábornokok, akiknek fontos volt a katonák befolyásának megtartása a minisztériumban (annak ellenére, hogy Nyugat-Európában az az irányzat uralkodó, hogy a hadsereg fölötti politikai ellenőrzést a civílek veszik át). Ennek következtében a találkozáson részt vevő honvédelmi miniszter elvesztette az állását.
A viszony Wałęsa elnök és a baloldali (posztkommunista) kormány között rossz volt. Az elnök megpróbált megvétózni csaknem minden törvényt, amelyet bejelentett a kormány és a Szejm megszavazott. 1994 végén Wałęsa nem fogadta el az új adótarifát. Mivel már nem volt idő, hogy szokásos módon vezessék be azt az új költségvetésbe, Grzegorz Kołodko pénzügyminiszter bevezette azt egy miniszteri rendelettel, ami viszont ellentétes volt az adótörvénnyel. Amikor az Alkotmánybíróság kétségbe vonta az adótarifát, Wałęsa azzal fenyegetett, hogy feloszlatja a parlamentet, mert az nem szavazta meg szabályosan a költségvetést. Senki nem tudta, hogy szabad-e neki megtennie, mert a Kis Alkotmány nem határozta ezt meg pontosan, de az elnöki jogi tanácsadó, Lech Falandysz azt hangoztatta, hogy az elnöknek szabadságában áll ez. Cserébe azért, hogy ne oszlassa fel a Szejmet, az elnök kikövetelte a kormányváltozást.
1995 kezdetén találkoztak Pawlak miniszterelnök és Kwaśniewski az SLD vezetője. Pawlak bemutatott három lehetőséget:
- 1) Pawlak lesz miniszterelnök, Kwaśniewski – miniszterelnökhelyettes és külügyminiszter,
- 2) az SLD önállóan alkot a kormányt Kwaśniewskivel miniszterelnökkel,
- 3) a jelenlegi koalíció tovább kormányoz, de a miniszterelnök az eddigi Szejmmarsall, Józef Oleksy (SLD) lesz.

Pawlak úgy gondolta, hogy Kwaśniewski elutasítja a második javaslatot, mert fél egy kisebbségi kormány vezetésétől, és a harmadikat is, mert nem akarja Oleksynak, politikai vetélytársának az előmenetelét. Kwaśniewski váratlanul elfogadta a harmadik javaslatot és március 7-én Oleksy lett a miniszterelnök Wałęsa beleegyezésével.

### Az 1995. évi elnökválasztás

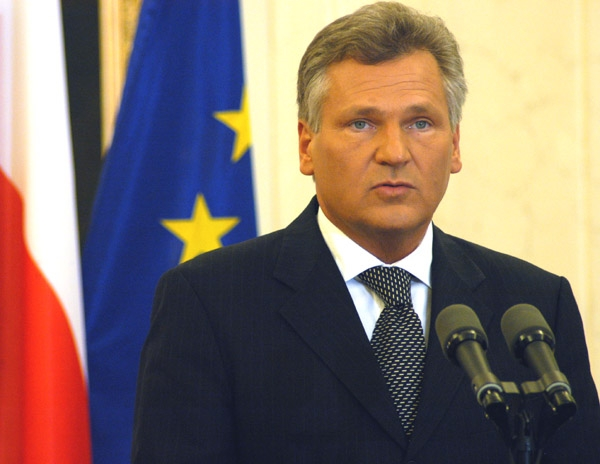
Aleksander Kwaśniewski

1995 őszén letelt Lech Wałęsa elnök mandátuma. A választásban véglegesen 13 jelölt vett részt (kezdetben – 17), többiek között maga Wałęsa is, a volt miniszterelnökök Olszewski és Pawlak meg az SLD vezetője Aleksander Kwaśniewski. A választás első fordulója november 5-én volt. Wałęsának senki sem adott nagy esélyt, hivatali időszakának második felében már nagyon kevés ember támogatta őt közvéleménykutatások szerint, főként a magabiztossága és küzdő jelleme, de a diktátori hajlamai miatt is. Wałęsa túl gyakran akarta teremteni a politikát, míg elnökként inkább a döntőbíró szerepe jutott neki. Még a választási vitaülésben is nagyon udvariatlanul és megvetően viselkedett Kwaśniewskival szemben. A Kwaśniewski győzelmére viszont már az első fordulóban számítottak. Kiderült, hogy Kwaśniewski a szavazatoknak "csak" 35%-át szerezte meg, Wałęsa pedig a 33%-át. Hasonlóan kis különbség volt a második fordulóban november 19-én: Kwaśniewski 52,7%, Wałęsa 48,3%.
A választási kampánykor kiderült, hogy Kwaśniewski fejezte be a tanulmányait (nem írt meg szakdolgozatot), amit a jövendő elnök határozottan tagadott, de a választás után beismerte, hogy nem védte meg a szakdolgozatát, habár letett minden vizsgát. Ezzel kapcsolatban számos tiltakozás jött az Állami Választási Bizottságba, amelyben hangoztatták, hogy ha az igazság Kwaśniewski képzettségéről a választás előtt kiderült volna, akkor ő nem nyert volna. A bíróság elutasította a tiltakozásokat, mert felismerte, hogy a választók csak kis mértékben veszik figyelembe egy adott jelölt képzettségét.

### Włodzimierz Cimoszewicz kormánya

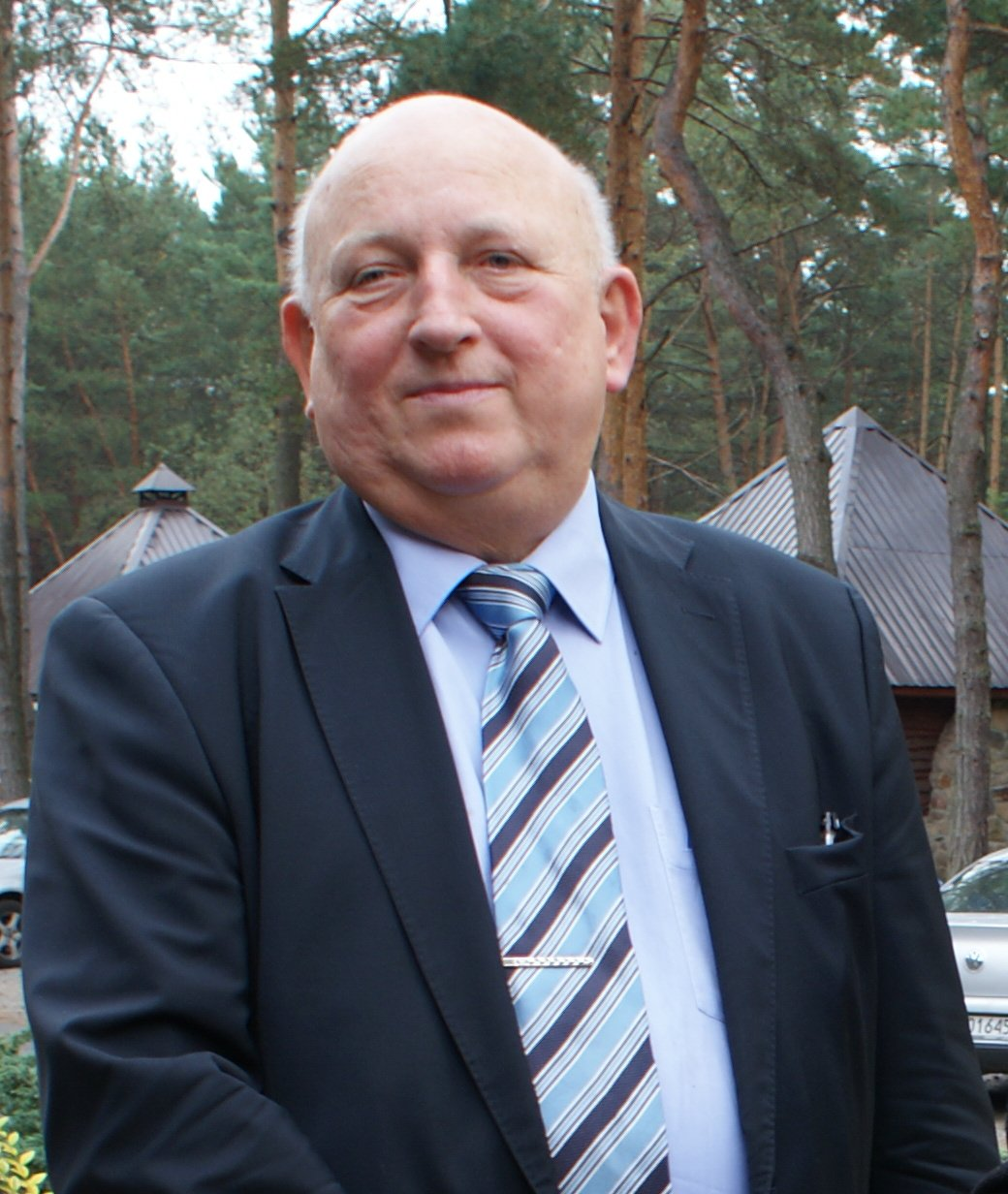
Józef Oleksy

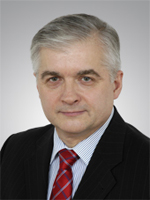
Włodzimierz Cimoszewicz

Röviddel választások után (december 21.), Andrzej Milczanowski belügyminiszter, aki politikai szövetségese volt Lech Wałęsának – megvádolta a szejmben tartott beszédében Józef Oleksy miniszterelnökot azzal, hogy együttműködött két Lengyelországban működő KGB titkos ügynökkel. Egy nappal később lemondott. Megindították a nyomozást. Hogy ezt semmi ne akadályozza, 1996. január 24-én Oleksy miniszterelnök is lemondott a kormánnyal együtt. A vádakat soha nem igazolták, az ügyet elutasították 2007-ben.
Az új miniszterelnök (február 7.) Włodzimierz Cimoszewicz lett, aki párton kívüli volt, bár az SLD-lel voltak kapcsolatai.
Az ellenzék félt attól, hogy Kwaśniewski elnök és a baloldali kormány benne posztkommunistákkal azt okozzák, hogy visszajön a kommunizmus. Nem így lett. Az elnök és miniszterelnök nyugatbarát politikát követtek és egyre erősebben összekapcsolták az államot a NATO-val és az Európai Unióval. Októberben megalakult az Európai Integráció Bizottsága, az az intézmény, amely előkészítette a lengyel tárgyalásokat az EU-hoz való csatlakozásról. 1997 júliusában a NATO madridi csúcsán hivatalosan megajánlották Lengyelországnak, Magyarországnak és Csehországnak a csatlakozást NATO-hoz. A kormány és az elnök a piacgazdaság bevezetését és a vállalatok privatizációját is folytatták, bár nem olyan dinamikusan, mint Wałęsa idéjében.

### Az 1997-es alkotmány
1997. április 2-án a Nemzeti Gyűlés (Szejm és Szenátus) megszavazta az új alkotmányt, amit a polgárok májusban népszavazáson hagytak jóvá. Ez az alkotmány jelenleg is érvényes.
Az alkotmány meghatározza a polgárok jogait és kötelességeit az állammal szemben – pl. törvény előtti egyenlőség, életvédelem, személyi szabadság és sérthetetlenség, ártatlanság vélelme, igazságos perhez való jog, a gondolat-szabadság, az előzetes cenzúra tilalma, a gyűléseken és a közéletben a részvételhez való jog, a tulajdon- és munkajog, a tanuláshoz és az egészségvédelemhez való jog, az egyetemek autonómiája.
Az alkotmány szerint a parlamentet a Szejm és a Szenátus alkotják, amelyeknek hivatali idejük 4 év. Ezekat a szerveket a polgárok választják az általános választás során. A Szejm 460 képviselőből áll, a Szenátus – 100 szenátorból. A Szejm elnökét lengyelül Szejmmarsallnak hívják, a Szenátusét – a Szenátus marsalljának (marszałek Sejmu, marszałek Senatu). A parlament időtartamát a Szejm lerövidítheti, az elnök pedig feloszlathatja a parlamentet (de ez nem kötelező), ha a Szejm nem szavazza meg a költségvetést a törvényes határidőn belül. Az elnöknek viszont fel kell oszlatnia a parlamentet, ha az nem nevez ki kormányt és miniszterelnököt időben. A Szejm törvényeket alkot (köztük az állami költségvetésről), megszavazza a bizalmat az új kormány számára vagy kinevezi a kormányt, ha bizalmatlansági indítvánnyal elbocsátotta az előbbit. Megválasztja és kinevezi többiek között Állambiróság (lásd lejjebb) tagjait, az Alkotmánybíróság (lásd lejjebb) bíráit, az Állampolgári Jogok Biztosát (ombudsmant), Legfelsőbb Ellenőrzési Kamara és Lengyel Nemzeti Bank elnökeit. Bizalmatlansági indítvánnyal élhet az egész kormány vagy egy adott miniszter ellen. Ellenőrzi a helyi önkormányzat tevékenységét. A Szenátus pedig jóváhagyja a Szejm által alkotott törvényeket vagy javasolja azok kijavításait, javaslatait a Szejm jóvá hagyhatja vagy elutasíthatja (csak ekkor megy a törvény az elnökhöz, hogy aláírja).
Az elnököt az általános választáskor választják meg ötéves időtartamra. Az állás legfeljebb két ciklusig tarthat. Amikor az elnök meghal vagy nem tudja tovább teljesíteni a kötelességeit, akkor ezt a Szejmmarsall veszi át tőle. Az elnök többek között elrendeli a népszavazást (de a Szenátus egyetértésével), a parlamenti választást, összehívja a Szejm és Szenátus első üléseit, kinevezi az ún. szenior-marsallt (a legidősebb képviselőt vagy szenátort, akik elnöklik a Szejm vagy Szenátus üléseit addig, amíg a valódi marsallt meg nem választják). Javasolhat és megvétózhat törvényeket (azaz, visszaadhatja a törvényt a Szejmnek, hogy az ismét vizsgálja meg – de a Szejm a vétóját elutasíthatja). A törvény aláírása előtt megkérheti az Alkotmánybíróságtól, hogy megvizsgálja, a törvény megszegi-e az alkotmányt. Kinevezi a miniszterelnököt, annak javaslatára kinevezi és elbocsátja a minisztereket. Köteles elbocsátani a minisztert, akivel szemben a Szejm bizalmatlansági indítvánnyal élt. Ratifikálja vagy elutasítja a nemzetközi szerződéseket. Az elnök a hadsereg legfelsőbb parancsnoka. Kinevezi a Legfelsőbb Bíróság elnökét, az Állambíróság elnökét és elnökhelyettesét. Kegyelmi joggal rendelkezik.
Az igazságszolgáltatást a Legfelső Bíróság, az általános, közigazgatási és katonai bíróságok gyakorolják. A bírák függetlenek. Az alkotmány biztosítja a jogorvoslatot a másodfokig. Az Alkotmánybiróság vizsgálja, hogy a törvénycikkek alkotmánysértőek-e, az Állambiróság pedig bírálja a hatóság tagjait az alkotmány vagy egy adott törvény megszegéséért (de nem a "sima" bűntényekért, mert ilyen esetben a Szejmnek el kell vennie a mentelmi jogot a képviselőtől vagy hivatalnoktól, csak azután áll a gyanúsított az általános bíróság elé).

## 1997. évi parlamentáris választás. Jobboldali kormányzás

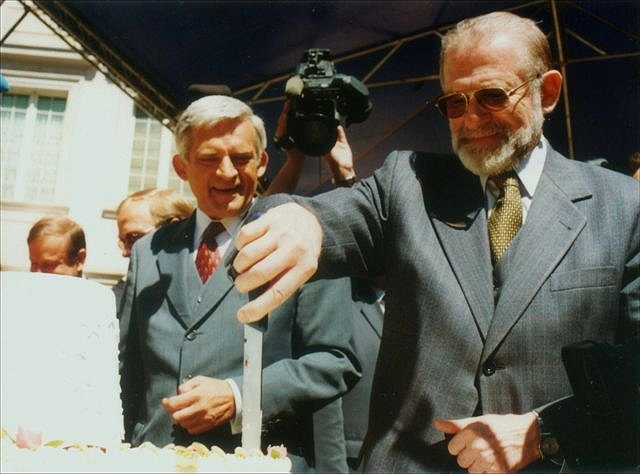
Jerzy Buzek (balra; a tortát Bronisław Geremek külügyminiszter vágja fel)

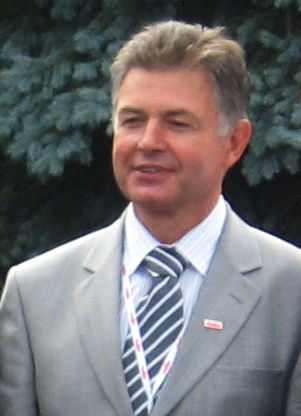
Marian Krzaklew-
ski – "Szolidaritás" és az AWS főnöke

Ez a parlament volt az első az 1993-97. évektől számítva, amely kitartott a ciklus végéig. Kwaśniewski elnök kitűzte a választást 1997. szeptember 21-ére. Ebben a választásban a jobboldal már egyesült a Szolidaritás Választási Akció (AWS – Akcja Wyborcza Solidarność) nevű koalícióban. Annak ellenére, hogy a baloldal támogatása nagy volt, a győzelme nem volt biztos. A gazdasági növekedés erős volt (1995-ben és 1997-ben 7%-os), Lengyelország GDP-je a 23. helyen volt a világon – de a különbség a gazdagok és szegények között is megnövekedett, a hatóság pedig egyre inkább elhanyagolta az ellenzék és a társadalom véleményét. 1997 júliusában Lengyelország nyugati és déli részét (meg Csehországot, a nyugati Szlovákiát, Lausitzot és a Kelet- Ausztriát) elöntötte egy nagy árvíz, amellyel a kormány nem boldogult. Ráadásul Cimoszewicz miniszterelnök kijelentette, hogy az árvíz-károsultak maguk is hibásak, mert nem kötöttek biztosítást. Ez döntő volt: emiatt SLD elvesztette a választást – AWS megszerzett 201 mandátumot a Szejmben, SLD 164-et; ezenkívül az UW 60-at, a PSL 27-et.
Az elvesztett választással kapcsolatban Cimoszewicz miniszterelnök lemondott és október 31-én Kwaśniewski elnök Jerzy Buzeket kinevezte miniszterelnökké, a Sziléziai Műszaki Egyetem professzorát, aki az AWS-hez kötődött. A kormányt az AWS és az UW alkották (miniszterelnökhelyettes és pénzügyiminiszter megint Leszek Balcerowicz lett – akkoriban az UW vezetője).

### Az 1998-as közigazgatási reform
| ■Szczecin ZACHODNIOPOMORSKIE (Nyugat-Pomeránia) POMORSKIE (Pomeránia) ■Gdańsk WARMIŃSKO-MAZURSKIE (Varmia-Mazúria) ■Olsztyn PODLASKIE (Podlasie) ■Białystok ■ Gorzów Wielkopolski (vajda szekhélye) LUBUSKIE (Lubus) ■ Zielona Góra (sejmik szekhélye) ■Poznań WIELKOPOLSKIE (Nagy-Lengyelország) Bydgoszcz (vajda szekhélye) ■ Toruń (sejmik szekhélye) KUJAWSKO- -POMORSKIE (Kujávia-Pomeránia) MAZOWIECKIE (Mazóvia) ■WARSZAWA (Varsó) ■Łódź ŁÓDZKIE (Łódźi) ■Lublin LUBELSKIE (Lublini) DOLNOŚLĄSKIE ■Wrocław (Alsó-Szilézia) ■Opole OPOLSKIE (Opolei) ŚLĄSKIE Katowice ■ (Szilézia) ■Kielce ŚWIĘTOKRZYSKIE (Szentkereszt) Kraków (Krakkó) ■ MAŁOPOLSKIE (Kis-Lengyelország) ■Rzeszów PODKARPACKIE (Kárpátalja) |
| Lengyelország – vajdaságok 1999-től |

1998-ban Jerzy Buzek kormánya bevezette Lengyelország új közigazgatási felosztását (az volt ún. négy nagy reform egyike; a többiek az oktatási rendszerre, nyugdíjrendszerre és egészségügyre vonatkoztak). Az 1975-ben bevezetett 49 vajdaság helyett az országot 16 vajdaságra osztotta fel. A reform célja az volt, hogy nagyobb régiók alakuljanak ki, amelyek sikeresen versenyezhetnének másik európai régiókkal az Európai Unióhoz való csatlakozás után (lásd: NUTS). Az addigi vajdaságok túl kicsi voltak ahhoz, hogy ügyesen használják a pénzkészletet. Mivel a reform utáni vajdaságok jelentősen nagyobb területűel, a reform szerzői visszaállították a járásokat, a közigazgatási felosztás második fokát, amit 1975-ben megszüntettek. A közigazgatás harmadik fokát a községek képezik.
A vajdaságot (lengyelül województwo) a kormány által kinevezett vajda meg az általános választásban megválasztott vajdasági szejm (sejmik = kis szejm) igazgatja.
A járás (len. powiat) néhány községet ölel fel. Végrehajtási hatósága a járás igazgatósága (ez élen starosta áll), törvényhozási szerve a járás tanácsa. A tanács általános választásban választható, az igazgatóságot és starostát a tanács választja. Járásoknak számítanak a járási jogú városok is : az ilyen "járás" egy elég nagy város, amit a városi elnök a hivatalnokaival (végrehajtási hatóság) és a városi tanács (törvényhozási hatóság) igazgatják. Az elnök és a tanács általános választásban választható.
Községet néhány falu vagy egy város alkot. Törvényhozási hatósága a tanács, végrehajtási hatósága a wójt (falusi községben) vagy a burmistrz(=polgármester) (városban). Minden szerv az általános választás során választható.
A reform 1999. január 1-én lépett életbe.
Egy kicsit más rendszer van Varsóban. 2002-től Varsó járási jogú város és a kerületei községi jogúak. Más városok kerületeinek (még ha nagyok is – mint Łódź vagy Krakkó) nincsenek községi jogai. Az ok Varsó lakosai nagy száma: az ilyen rendszer megkönnyíti az ügyintézést. Varsót az elnök igazgatja, a kerületeit polgármesterek.Ezek a hivatalnokok is általános választás során választhatók. Hasonló rendszer van Budapesten, de ott nem elnök van, hanem főpolgármester.

### Lengyelország csatlakozása a NATO-hoz
A Hármadik Köztársaság létezése kezdetétől fogva a kormányok törekedtek az államot a Nyugat katonai szervezetébe integrálni. 1991. február 15-én Lengyelország, Csehszlovákia és Magyarország elkezdték ún. Visegrádi Együttműködést (len. Trójkąt Wyszehradzki, azaz Visegrádi Háromszög), amelynek célja a NATO-ba való belépés és EGK-hoz való csatlakozás volt. 1991. július 1-én feloszlott a Varsói Szerződés. 1993 augusztusában Borisz Jelcin orosz elnök közölte, hogy Lengyelország csatlakozása a NATO-hoz és az EGK-hoz nem ütközik orosz érdekekbe. Ennek révén a nyugati államoknak már nem kellett tartani az orosz állásponttól a szervezetek fejlesztése terén. 1993 szeptemberében az utolsó szovjet csapatok is elhagyták Lengyelországot, 1994 februárjában pedig Lengyelország csatlakozott a Békepartnerség programba. 1997. július 8-án Lengyelországot, Csehországot és Magyarországot hivatalosan meghívták a NATO-tagságra vonatkozó tárgyalásokra, 1999. március 12-én ezek az országok hivatalosan a NATO tagjaivá lettek.

### A kormánykoalíció felbomlása
Az 1997-től kormányzó koalícióban lassan növekedett a feszültség az AWS és az UW között. Buzek miniszterelnököt azzal vádolták, hogy engedi a Szolidaritás főnökének, Marian Krzaklewskineka kormány "hátsó kanapéből való vezetését" (hasonlóan, amint 1993-94 között a korabeli SLD vezetője, Aleksander Kwaśniewski, "vezette" a Waldemar Pawlak kormányát). Az összeütközés 2000 tavaszára elérte csúcsát, amikor a Szejm megszavazta a Varsó rendszerét szabályozó törvényt, eszerint a kerületek tanácstagjainak május 17-éig új igazgatóságokat és polgármestereket kellett választaniuk (akkor a polgármestereket még nem választották általános választáskor). A varsói Központi Kerületben, az UW-tanácstagok támogatásával SLD párttag lett a polgármester (cserébe azért, hogy korábban az SLD támogatta az UW tagját Varsó elnökének állását elnyerni). A mazóviai vajda (az AWS tagja) megállapította, hogy a választás nem törvényes, mert illegális ülésszakon zajlott le, amivel a tanácstagok viszont nem értettek egyet. Végül a vajda javaslatára a belügyminiszter (az AWS tagje) megbízottat nevezett ki (aki maga is az AWS tagja volt). Akkor UW felismerte, hogy AWS minisztere kihasználja az állását, hogy támogassa a saját párját, és június 6-án kilépett a koalícióból. Ettől kezdve az AWS önállóan kormányzott.

### Elnökválasztás 2000-ben
Az elnökválasztás október 8-án zajlott le. 12 jelölt versenyzett. A hivatalban levő elnök, Aleksander Kwaśniewski, már az első fordulóban nyert, a szavazatok 54%-át szerezve. Az AWS vezetője, Marian Krzaklewski csak 15%-ot szerzett és harmadik helyen végzett; a volt elnök, Lech Wałęsa, csak 1%-ot ért el. Meglepő volt, hogy az UW nem jelölt senkit és nem támogatott senkit.

### Az AWS felbomlása és 2001. évi parlamentáris választás
Az AWS-UW koalíció támogatottsága gyakorlatilag már 1998-tól fokozatosan csökkent. Az ok az AWS viselkedése volt, mellyel a párt olyan benyomást tett, hogy a maga számára akarja átvenni a legfontosabb állásokat az államban. E benyomást erősítette az összeütközés a varsói Központi Kerületben. Egyik fontos tényező volt, hogy az emberek elégedetlenek voltak a Buzek kormány négy reformjával (különösen a nyugdíj- és az egészségügyi reformokkal). Krzaklewski 3. helye az elnöki választásban komoly jelzése volt annak, hogy a párt megítélése rossz.
A támogatás csökkenése azt hozta magával, hogy az AWS-ből és Szabadság Uniójából egyre több politikus távozott. Az 1997-ben oda tartozó 201 képviselőből 2001-re csak 143 maradt. Többiek között 2000 decemberében az UW vezetője, Leszek Balcerowicz, lett a Nemzeti Bank elnöke. A párt új vezetője Bronisław Geremek lett; az állásért vele versengő Donald Tusk és az őt támogató politikusok 2001 januárjában kiléptek UW-ból és megalakították a Polgári Platformot (PO – Platforma Obywatelska). A pártot az UW azon politikusai alkották, akik valaha a Liberális Demokrata Kongresszushoz tartoztak (a volt Demokrata Unióval összehasonlítva a gazdasági liberalizmus nagyobb hívei). PO gyakran átvette az UW és AWS híveit és politikusait. Viszont 2001 júniusában az AWS-ből elmentek a politikusok, akik elégedetlen voltak Lech Kaczyński igazságügyminiszter elbocsátásával (közöttük – az ikertestvére Jarosław is). Ők megalakították a Jog és Igazságosság nevű pártot (PiS – Prawo i Sprawiedliwość).
Ennek ellenére a Jerzy Buzek kormánya kitartott az időtartama végéig. A parlamentáris választás 2001. szeptember 23-án volt. A várakozásoknak megfelelően, a baloldal nyert, az SLD és Munka Uniója koalíciója, amely megszerzett 216 mandátumot. A második a Polgári Platform volt (65 hely), a PiS megszerzett 44 helyet, a PSL 42 helyet.
A Szejmbe két új párt is bekerült. Az egyik – Samoobrona (magyarul: Önvédelem) – már 1992-től létezett. Egy nyugatpomerániai földműves, Andrzej Lepper alakította meg, aki 90-es évek kezdetétől fogva elégedetlen földművesek tiltakozásait szervezte. Azok főként abból álltak, hogy a résztvevők országutakat blokkoltak, a vasúti állomásokon álló vagonokból pedig kiszórták a gabonát. Samoobrona egy paraszti és populista párt volt, egyidéjűleg kereszténydemokrata, nemzeti-katolikus és szocialdemokrata eszméket követett. A 2001-es választásban eljutott 53 mandátum megszerzéséig és ezzel harmadik lett.
A második párt a Lengyel Családok Ligája (LPR – Liga Polskich Rodzin, 38 mandátum). 2001 áprilisában alakult meg, hivatkozott a Roman Dmowski 2. világháború előtti Nemzeti Demokráciája eszmeire. Konzervatista-nemzeti párt volt, nyilvánosan ellenezte a Lengyelország csatlakozását Európai Unióhoz.
A várakozásoknak megfelelően az AWS nem jutott be a Szejmbe, de meglepő volt, hogy UW sem, még az AWS-nél is kevésebb szavazatot szerzett.
Az új kormányt az SLD-PSL-UP koalíciója alakította meg. Miniszterelnök (október 19.) az SLD vezetője, Leszek Miller lett.

## A baloldal második visszatérése a hatalomba

### Lengyelország belepése az Európai Unióba
Lengyelország létrehozta a kapcsolatait az EGK-vel 1988 szeptemberében. 1989 nyarán megindult a PHARE program, amelynek célja volt az Európai Közösségbe pályázó államok számára anyagi segítség nyújtása (kezdetben csak Lengyelország és Magyarország számára, ezért a neve: Poland and Hungary: Assistance for Restructuring their Economies, magyarul Lengyelország és Magyarország megsegítése gazdaságuk átalakításában). 1990 februárjában. Lengyelország Jan Kułakowskit kinevezte az első nagykövetetévé az Európai Közösségnél és benyújtotta a javaslatát a szövetségi tárgyalásokhoz. 1991 decemberében belépett az Európai Közösségbe. 1994 áprilisában benyújtotta a javaslatát az Európai Unióba való belépéséről. 1997 decemberében az Európai Tanács döntése alapján elkezdődtek a felvételi tárgyalások Lengyelországgal.
2002 decemberében Leszek Miller miniszterelnök vett részt a tagsági tárgyalásokon a koppenhágai csúcson. 2003 áprilisában Lengyelország és a további 9 állam aláírta Athénben a csatlakozási egyezményt, június 7-én és 8-án lezajlott a csatlakozást szentesítő népszavazás Lengyelországban. A csatlakozást a szavazók 77%-a támogatta, a részvétel 59%-os volt (ha ez 50% alatt maradt volna, a népszavazás nem lett volna érvényes). A csatlakozási egyezmény 2004. május 1-én lépett életbe.

### Baloldali kormány

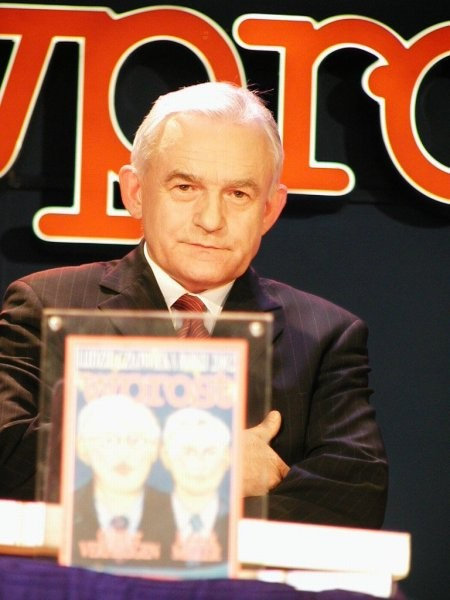
Leszek Miller

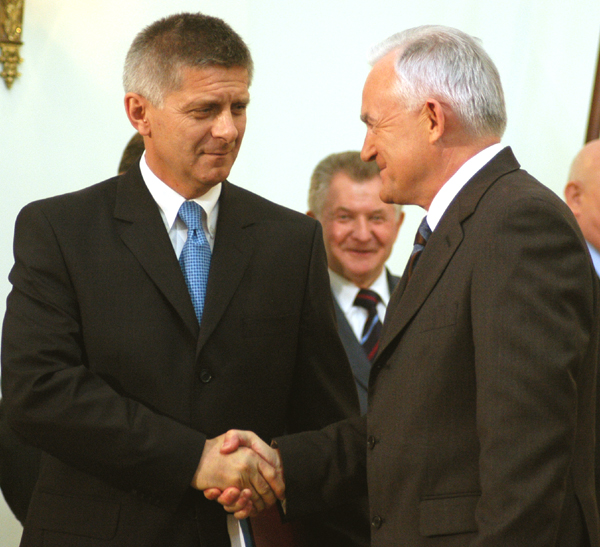
Marek Belka (balra) és Leszek Miller

Wojciech Roszkowski történész szerint a 2001-ben választott Szejm a legrosszabb volt az 1989. évtől létrejöttek közt. Különösen rossz érzést keltett az Önvédelem, amelynek a képviselői közt sok volt a büntetett előéletű vagy épp bírósági szakaszban volt ügyük. A vezetőjét, Andrzej Leppert, Szejmmarsall-helyettessé választották meg az SLD szavazataival. Kiderült, hogy Lepper egyáltalán nem volt kész erre. A Szejm első ülésén korrupcióval vádolta az SLD és a PO fő politikusait, sértő meghatározást használva. A gabona kihányásával a vasúti vagonokból nem hagyott fel. Ennek következtében hamar, 2001. november 29-én eltávolították marsallhelyettesi pozícióból.
A Miller-kormány fő célja Lengyelországot az Unióhoz csatlakoztatni, ami hivatalosan 2004. május 1-én történt. Ennek ellenére a Miller-kormány nem volt népszerű a lengyelek között, mert nem boldogult sok területen, elsősorban az autópályák építésével és egészségügyi rendszer reformjával. Kiderült az is, hogy a miniszterelnök rosszul választotta meg minisztereit. Hivatali ideje során 2004 májusáig, tíz minisztert cserélt ki. 2003 márciusában Miller elbocsátotta a PSL-hez tartozó minisztereit, mert a PSL frakció túl gyakran a kormány politikája ellen szavazott.
2003 márciusában a kormány döntésével a lengyel hadsereg belépett abba a nemzetközi koalícióba, amelynek célja Szaddám Huszein rendszerének megdöntése volt Irakban.
A Leszek Miller kormányzása idején fény derült néhány botrányra, amelybe belekeveredtek az SLD politikusai. A legkeményebb ún. Rywin-ügy volt. 2002-ben a egy törvénytervezeten dolgoztak, amely megtiltotta, hogy az ugyanaz jogi személy egyidéjűleg a tévécsatorna és országos hírlap tulajdonosa legyen. Ez nem tetszett az Agora társaságnak, az egyik legnagyobb lengyel hírlap a Gazeta Wyborcza (Választási Hírlap) kiadójának, amelyés meg akarta venni az egyik legnagyobb tévécsatornát a Polsat-ot is. A júliusban Lew Rywin, egy orosz származású filmproducer, megajánlotta az Agora elnöknek és Gazeta Wyborcza főszerkesztőjének, hogy rábeszéli Miller miniszterelnököt a készülő törvény meg változtatására, ha az Agora befizet 17,5 millió dollárt az SLD bankszámlájára és Gazeta Wyborcza beszünteti a kormány bírálatát. A főszerkesztő lejátszotta a beszélgetés hanganyagát és felfedte az ügyet hírlapja cikkében. Az ügyet végül nem világították át, csak Rywint büntették meg.
A második, ún. Starachowice-ügy: 2003 márciusában az SLD egy képviselője figyelmeztette Starachowice (város Kielcétől keletre) tanácstagjait, hogy – a belügyminiszter-helyettestől titokban megkapott tájékoztatás szerint – a rendőrség tervezi néhány tanácstag letartoztatását, akiket azzal gyanúsít, hogy együttműködnek egy bűnöző csoporttal. A nyomozást követő eljárásban elitéltek két SLD képviselőt és a belügyminiszter-helyettest.
A kormány nem boldogult a rossz gazdasági helyzettel. Mindig az előző AWS-UW koalíciót hibáztatta, de az emberek hamarosan kételkedni kezdtek ebben. 2002 elején a gazdasági növekedés csaknem nulla volt és óriási volt a munkanélküliség éves átlagban kb. 17,5-18%. Kiderült, hogy bár négy évig vádolta az előző koalíciót a baloldal sem törődik jobban a munkanélküliség problémájával. Miller miniszterelnök folyton cserélte a minisztereit és miniszterhelyetteseit. 2003 márciusában a koalícióból kilépett a PSL, mert a feszültség a PSL és az SLD között túl nagy lett. Kwaśniewski és Miller előrehozott választást javasoltak, de a képviselők nem szavazták meg a javaslatot.
Végül Leszek Miller leköszönt az SLD elnöki posztjáról 2004 februárjában, márciusban pedig az SLD politikusainak egy része, Marek Borowski Szejmmarsallal együtt távozott a pártból és megalakította a Lengyel Szocialdemokrácia (SDPL – Socjaldemokracja Polska) nevű pártot. Miller tartotta a ígéretét, hogy lemond a miniszterelnökségről egy nappal Lengyelországnak az Európai Unióhoz való csatlakozását követően.
Az új miniszterelnök Marek Belka lett (május 2.), ő párton kívüli volt. Annak ellenére, hogy kevésen támogatták őt a Szejmben, a képviselők mégsem bocsátották el, mert nem akarták az előrehozott választásokat.

### Európai Unió parlamentje képviselőinek megválasztása
Az első ilyen választás Lengyelországban 2004. június 13-án volt. Nagyon kevés ember szavazott, a jogosultaknak csak 20%-a. Lengyelország választhatott 54 EP-képviselőt. A legtöbb képviselői helyet, 15-öt a Polgári Platform nyerte, de meglepetésként a második helyen az Európa-ellenes LPR végzett 10 képviselővel. Az SLD-UP koalíciónak csak 5 képviselje lett, ami még a populista Önvédelem 6 képviselőjénél is kevesebb. Ezen kívül a PiS-nek 7, az UW–nek 4, az SDPL–nek pedig 3 képviselője lett.

## Választások 2005-ben

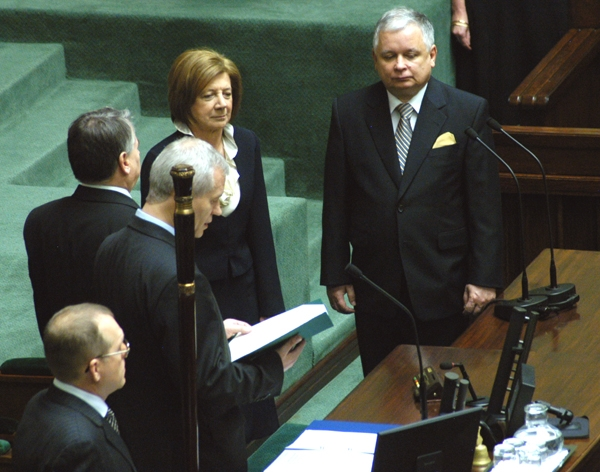
Lech Kaczyński beiktatása (mellette – a felesége, Maria, az esküt Marek Jurek szejmmarsall olvassa

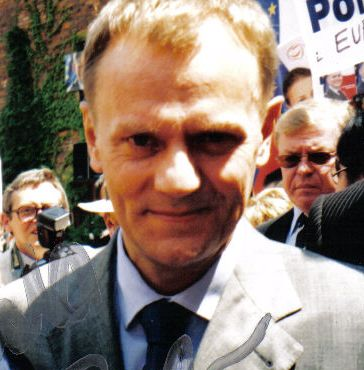
Donald Tusk

2005-ben két választás zajlott le. Az első a parlamentáris választás volt (szeptember 25.). A várakozásoknak megfelelően a jobboldal nyert: a PiS megszerzett 155 mandátumot, a PO 133-at. Az emberek azt remélték, hogy a két győztes párt koalíciót köt, mert a vezetői már tárgyaltak erről. Ezen kívül az Önvédelem 56 , az SLD 55, az LPR 34, a PSL 25 mandátumot szerzett.
Két héttel később, október 9-én volt az elnökválasztás. Míg a parlamentáris választás kampánya nyugodt volt, addig az elnökálasztás kampánya teljesen fordítva. Az SLD jelöltjét Włodzimierz Cimoszewiczet – a Sejmmarsallt és volt miniszterelnököt – (szerinte a PO sugalmazására) azzal vádolták, hogy rábeszélte az asszisztensét, hogy eltitkoljon bizonyos tényeket Cimoszewicz vagyon-nyilatkozatában. Cimoszewicz visszavonult a választásból és egy időre a politikából is azzal a nyilatkozattal, hogy nem engedi meg a politikának családja rombolását. Viszont a PO jelöltjét és a párt vezetőjét, Donald Tuskot a PiS vádolta meg azzal, hogy a nagyapja önként belépett a Wehrmachtba a 2. világháború során, ami arra mutat, hogy Tusk függővé teszi majd Lengyelországot Németországtól.
A választás első fordulójában Donald Tusk megszerezte a szavazatok 36%-át, a PiS jelöltje pedig, Lech Kaczyński (addig Varsó elnöke) a 33%-át. A választásban Andrzej Lepper, az Önvédelem vezetője is versenyzett és nagyon jó, 15%-os eredményt ért el (Kwaśniewski elnök nem versenyezhetett, mert az alkotmány szerint nem volt szabad harmadik időtartamra pályáznia). Mivel a jelöltek közül senki nem kapott 50%-ot, október 23-án második fordulót tartottak. Meglépetésre, annak ennek ellenére, hogy Tusk nyert az első fordulóban, a másodikban csak a szavazatok 45%-át kapta és elveszítette a választást. Sokat jelentett, hogy Lepper rábeszélte a választóit, szavazzak Kaczyńskire. Lech Kaczyńskit beiktatták a Lengyelország elnökének december 23-án.

## AJog és Igazságosságpártjának kormányzása
Mivel a parlamentáris választást PiS nyérte meg, a nyugati demokráciákban uralkodó hagyomány szerint a PiS főnökének, Jarosław Kaczyńskinek, miniszterelnökké kellett lennie. Mivel viszont az elnöki választást az ikertestvére, Lech nyerte meg, nem volt ildomos, hogy Jarosław legyen a miniszterelnök. Azért a PiS megajánlotta Kazimierz Marcinkiewicz jelöltségét, aki egyik kevésbé fontos politikusa volt, de jó kapcsolatokkal katolikus szervezetekhez. Október 31-én a lemondó államelnök, Aleksander Kwaśniewski, kinevezte Marcinkiewiczet miniszterelnökké. Hamarosan kiderült, hogy nem a miniszterelnök, hanem Jarosław Kaczyński hozza meg a határozatok többségét a kormányban (azaz "hátsó kanapéból vezetett") annak ellenére, hogy még semmi miniszter sem volt.
A PiS és PO közötti kölcsönös támadások az elnökválasztáskor meg az a tény, hogy a PiS megszerezte az egész hatalmat, addig növelték a feszültséget a két párt között, hogy a koalíciós tárgyalások megszakadtak. Marcinkiewicznek kisebbségi kormányt kellett alakítania, pedig gyorsan le kellett szavazni a költségvetést a 2006. évre, ezért a miniszterelnök (bár tulajdonképpen Jarosław Kaczyński) meggyőzte az Önvédelmet és az LPR-t, hogy támogassák a kormányt, amely így egészen 2006 májusáig működött mint kisebbségi kormány. Május 5-én a PiS, az LPR és Önvédelem hivatalosan koalícióra léptek.

### "Negyedik Köztársaság"
Jog és Igazságosság a választásban a lengyel állam teljes megújításának jelszavával versenyzett. Kritizálta az 1989-2005 közötti kormányok többségét, kivéve Jan Olszewski kormányát, ami (a PiS tagjai és választói szerint) titokban, éjszaka bocsátottak el a volt kommunisták és Biztonsági Szolgálat ügynökei által támogatott politikusok (lásd: "Éjszakai őrségváltás"). Ezek a politikusok állítólag nem engedték napvilágra hozni az ügynökök kilétét és felszámolni a kommunizmus maradványait Lengyelországban és ezek vezettek a korrupció felvirágzásához. A gyógyszer erre a helyzetre a IV. Köztársaság lehetett, az új állam, amely megalakult volna az alkotmányváltoztatás után. A IV. Köztársaság eszmerendszere tartalmazta pl.:
- az erkölcsi megújhodást a közéletben,
- a nemzeti és demokratikus hagyományok felélesztését,
- a hatóság küzdelmét a korrupció ellen,
- a felesleges hivatalok felszámolását,
- a különleges szolgálatokban folyamatosan dolgozó kommunista ügynökök felszámolását,
- a családok különleges jogi védelmét,
- a társadalmi szolidaritást (amit szembeállították az ún. liberális kísérlettelk),
- a lengyel alkotmányos jog elsőbbségét a nemzetközi joggal szemben.

A III. Köztársaságban (1989 után) létező hátrányos tünetek között azt emelték ki, hogy:
- a politikusok nem fedték fel a Lengyel Népköztársaság titkos szolgálataival együttműködő ügynököket és ma is foglalkoztatják őket az állami intézményekben,
- a politikusok züllöttek, nem becsülik a jogot,
- az államban túlzott szerepet játszanak a pártok,
- az állások betöltése nélkülözi a pályázatokat,
- a kiváltságok szaporodnak,
- a politika, az üzleti élet és a tömeghírközlés egészségtelenül összefonódnak,
- a lengyel adóhivatal korrupt és lelketlen, az adók rendszere pedig túlbonyolulított,
- a politikusok hátráltatják a privatizációt és alárendelik azt az aktuális költségvetési helyzetnek,
- az állam nem tudja megoldani a társadalmi problémákat.

A PiS kormányzása idején felszámolták a katonai felderítést, a Hadsereg Tájékoztatási Szolgálatát. Ezt a PiS politikusai azzal vádolták meg, hogy ott sok olyan ember dolgozik, akinek kapcsolata volt a Lengyel Népköztársaság katonai felderítésével. Megszegték a felderítési munka minden létező szabályát, pl. felfedték az aktív ügynököket, akik Irakban dolgoztak. A PiS megalakította a korrupció ellen küzdő hivatalt is: a Központi Korrupcióelleni Irodát (CBA – Centralne Biuro Antykorupcyjne), amely a PiS kezében hamarosan politikai eszkőzzé vált az ellenzék ellen.
Minden bírálat, ami a PiS működését érte, a párt szerint abból következett, hogy a korábban kormányzó korrupt politikusok, diszkreditálni akarták Jog és Igazságosság Pártját és ezen az úton újra át akarták venni a hatalmat.
A IV. Köztársaság eszmerendszerét a kritikusai azzal vádolták, hogy megengedte demokrácia szabályainak megszegését és aláásta a szekuláris államot, homofób volt és Lengyelországot rendőrállammá kívánta formálni. A PiS politikusai is tettek olyan lépéseket, amelyek ütköztek a IV. Köztársaság eszméivel. Például nyomásukra 2005 decemberében a Szejm villámgyorsan megszavazta a tömeghírközlési törvényt, hogy a lehetős leggyorsabban beültessék a kádereiket a rádió és televízió ügyeit irányító igazgató tanácsba. A gyors ütem érdekében megszegték az alkotmányos törvényhozasi eljárásokat. 2006 szeptemberében viszont a PiS tagjai probálták rábeszélni az Önvédelem némely politikusát, hogy lépjenek be a PiS-be a miniszteri állásokért cserébe (a "titkos" tárgyalásokat rögzítették és az egyik tv-csatorna nyilvánosságra hozta). A Jarosław Kaczyński kormányát (lásd lejjebb) is kritizálták a Németországhoz és Oroszországhoz fűződő rossz kapcsolatai miatt.

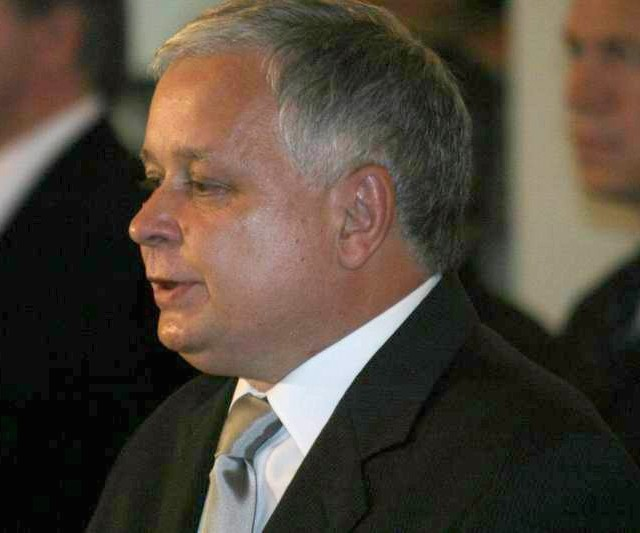
Lech Kaczyński államelnök
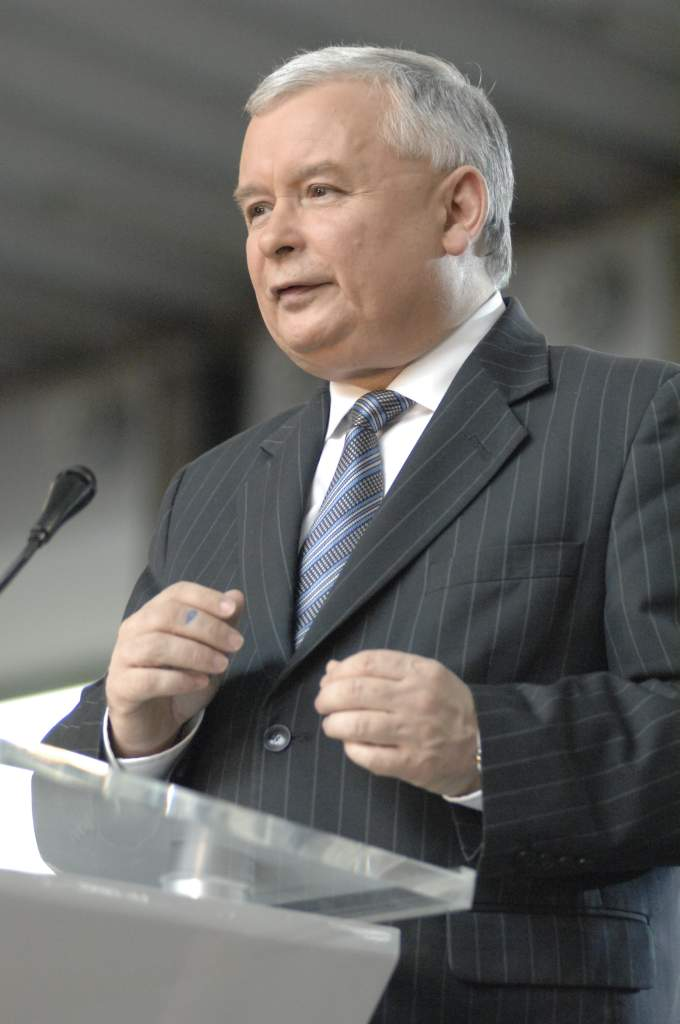
Jarosław Kaczyński miniszterelnök (2006. július 14-étől)
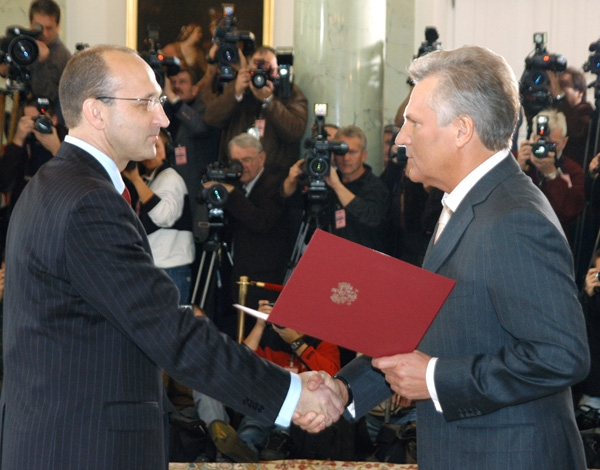
Kazimierz Marcinkiewicz miniszterelnököt (2006. júl. 14-éig, balra) kinevezi Kwaśniewski elnök 2005. okt. 31-én.)
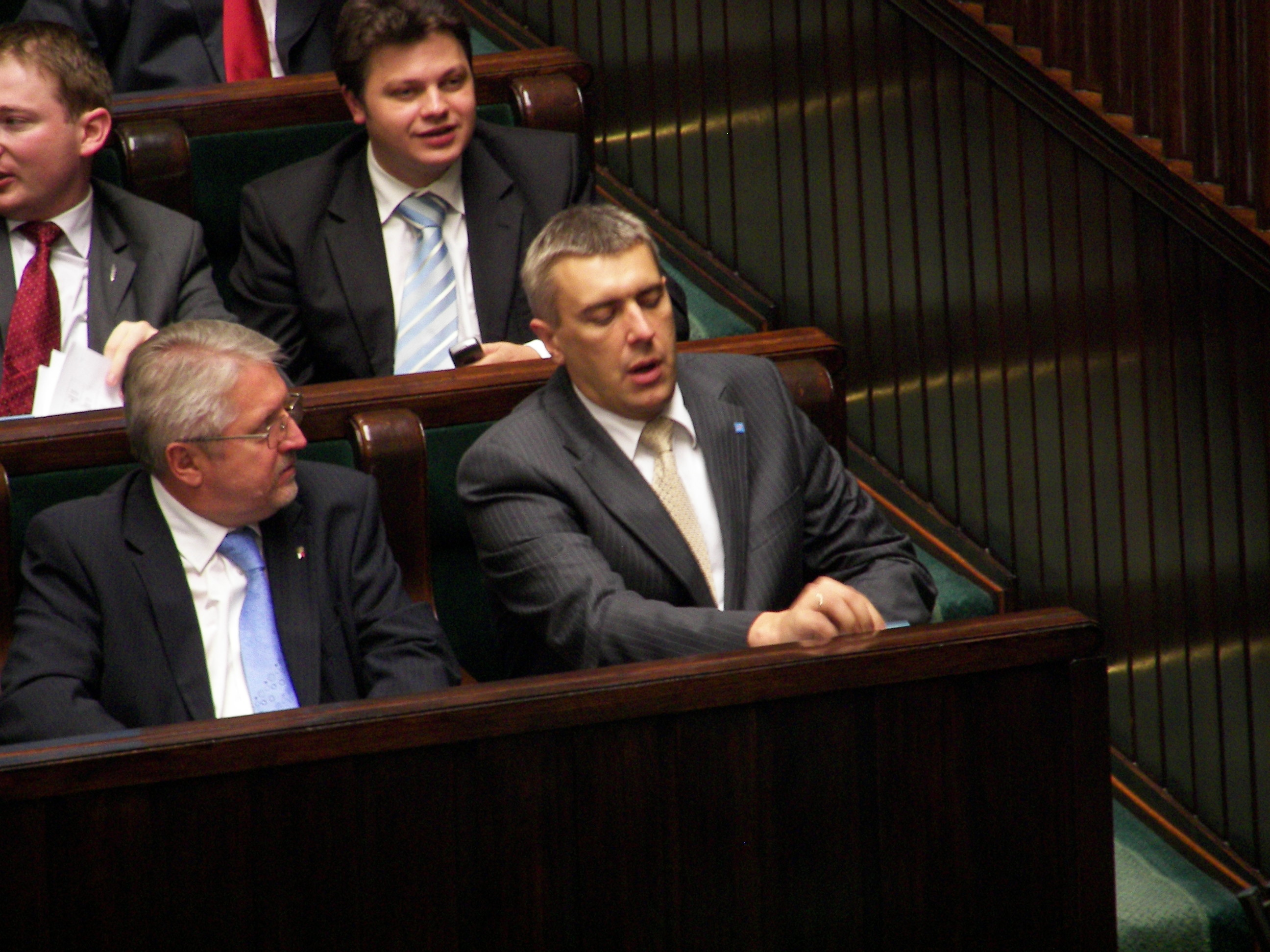
Roman Giertych (jobbra), az LPR főnöke, 2006. máj. 5-étől miniszterelnökhelyettes és oktatásügyi miniszter

### Jarosław Kaczyński miniszterelnök

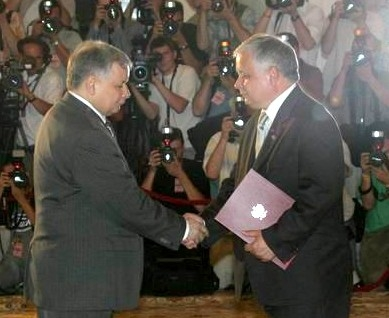
Lech Kaczyński elnök (jobbra) kinevezi ikertestvérét, Jarosławot miniszterelnökké

Egy idő után pletykák keringtek a Marcinkiewicz és Jarosław Kaczyński közötti összeütkőzésről. Állítólag Marcinkiewicz megelégelte, hogy Kaczyński vezette a kormányt a "hátsó kanapéból". Értesülve a pletykákról, Marcinkiewicz miniszterelnök lemondott 2006. július 14-én, mondván, nem engedheti megfélemlíteni magát Kaczyńskival, mint vezetővel. Négy nap után a belügyminiszter, Kaczyński rábeszélésére, kinevezte őt Varsó megbizottjává (Varsó elnöke funkcióját teljesító hivatalnokká), amikor a Varsó előző elnökét, Lech Kaczyńskit, államelnökké választották meg és a Varsó elnöki posztja megüresedett, mert az önkormányzati választás csak 2006 novemberére volt tervezve (egyébként, Marcinkiewicz is versenyzett ebben a PiS jelöltjéként, de vesztett a PO jelöltjével szemben).
Az új miniszterelnök Jarosław Kaczyński lett a korábbi nyilatkozatai ellenére, hogy ő lesz miniszterelnök, amikor az ikertestvere az államelnök. Így szokatlan helyzet állt elő a demokratikus világban: két testvér (ráadásul iker) látja el az állam két legfontosabb funkcióját. Hangsúlyozni kell azonban, hogy ez a helyzet csak a demokrácia működéséből következett, nem volt benne semmi törvénytelen.
2007 júliusában a Központi Korrupcióelleni Iroda felfedett a Földművelési Minisztériumban egy botrányt, amely abban állt, hogy fontos hivatalnokok megvesztegetés alapján döntöttek arról, hogy melyik szántóföldet lehet telkesíteni. Az ügybe állítólag maga Lepper bonyolódott bele. Ezzel kapcsolatban július 9-én Lech Kaczyński elnök elbocsátotta Leppert és válaszként az Önvédelem elhagyta a koalíciót. Az Önvédelmet az LPR támogatta, azért Jarosław Kaczyński vele is megszakította az együttműködést. Mivel ebben a helyzetben a kormányt már csak a PiS támogatta ezért szeptember 7-én a Szejm, a PO és az SLD szavazataival feloszlott. Az elnök kitűzte a választásokat október 21-ére.

## 2007. évi parlamentáris választás
PiS-nek még mindig magas volt a támogatottsága. Az embereknek tetszett, ahogy Jarosław Kaczyński harcol a "gazdagok", a "liberálisok" és a "kommunisták" ellen, gondoskodik szegényekről és a lengyel nemzet helyzetéről a világban. A legnagyobb támogatásnak a PiS a keleti Lengyelországban és vidéken örvendett, azaz az ország legkonzervatabb részein, meg az Egyház konzervatív köreiben, különösen az ultrakatolikus és Európa-ellenes Mária-Rádióhoz kapcsolódó környezetben. De sok embernek nem tetszett Kaczyński jelleme és a politika vezetésének módja: az emberek nem azért szavaztak PiS ellen, mert nem tetszett a párt programja, hanem Kaczyński jelleme miatt. Az ellenfelei kifogásolták a PiS főnöknél, hogy harcias, megalkuvás nélküli (amit a hívei erénynek tartották), nem tűri az engedetlenséget és a kritikát, a külkapcsolatokban túl bízalmatlan Németország és Oroszország felé. A Kaczyńskival szembeni kelletlenség előidézte politikai ellenfélei kibékülését. A volt államelnökök, Lech Wałęsa és Aleksander Kwaśniewski egyesített erővel harcoltak Kaczyński ellen.
Az előrejelzéseknek megfelelően a PO nyert 209 mandátumot szerezve. A PiS pedig második lett 166 mandátummal. Az SLD ezúttal az SDPL-lel, az UP-vel és a Demokrata Párttal (volt Szabadság Uniója) megalakította a Baloldal és Demokráták nevű koalíciót és 53 mandátumot szerzett meg. A Szejmbe még a PSL jutott be 31 mandátummal. A LPR és az Önvédelem együtt csak szavazatok 2,5%-át szereztek meg. A Szenátusban a PO megszerzett 69 mandátumot.
Új kormányt a PO és a PSL alakították meg. November 9-én Lech Kaczyński elnök kinevezte miniszterelnökké a PO vezetőjét, Donald Tuskot. Miniszterelnökhelyettes a PSL főnöke, Waldemar Pawlak lett.

## Donald Tusk kormányzása

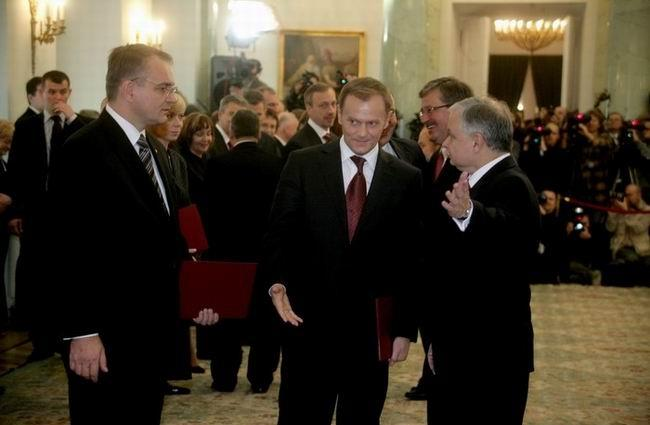
2007. novembere: Waldemar Pawlak (balra), Donald Tusk (középen), Lech Kaczyński (jobbra) (hattérben Bronisław Komorowski, az újon kiválasztott Szejmmarsall)

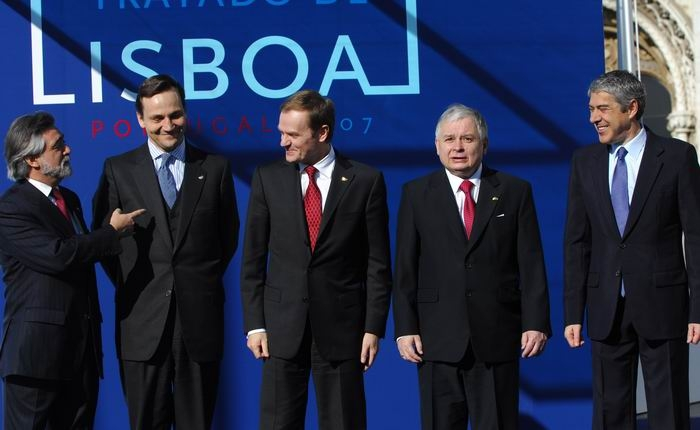
A lisszaboni szerződés aláírása után: Radosław Sikorski külügyminiszter (második), Donald Tusk, Lech Kaczyński

2007 májusában Lengyelország és Ukrajna jogot kaptak a 2012-es labdarúgó-Európa-bajnokság megszervezésére. Így Donald Tusk kormánya nehéz feladat előtt állt. Ennyire nagy rendezvény még nem volt Lengyelországban. A fő probléma a stadionok és jó autópályák építése, valamint a vasút korszerűsítése voltak. Igazában csak ettől a pillanattól elindult az autópályák építése Lengyelországban, amivel nem tudott boldogulni egyetlen előző kormány sem. Az autópályák, a vasút és a stadionok építése ösztönözték a gazdaságot gazdasági növekedést generáltak. Amikor 2008 végén kirobbant a válság Amerikában, amely rögtön átterjedt az egész világra, akkor Lengyelország volt az egyetlen európai ország, ahol gazdasági növekedés volt. 2009 első felében 1,7%-os növekedés, míg az EU-ban 4,8%-os recesszió volt. 2000-ben Lengyelországban csak 380 km autópálya volt, 2010-ig átlagosan 50 km épült évente (összesen ez 867 km volt), de 2011-ben már 200 km épült, 2012-ben pedig 280 km (2012 végén Lengyelországban 1350 km autópálya volt).
Tusk miniszterelnök és Lech Kaczyński államelnök kapcsolatát megterhelte a világnézetük különbsége. Az államelnök sokkal konzervátivabb volt a miniszterelnöknél. Összeütkőzéseik tárgya Lengyelország pozíciója Európában, az alkotmány értelmezése az államelnök jogosultságaira vonatkozólag, a homoszexuális kisebbséghez való viszonyulás. Kaczyński gyakran megvetózta a Szejm által hozott törvényeket, többiek között azokat, amelyek a nyugdíjra és a földművelésre vonatkoztak. Ezért Tusk javításokat jelentett be az alkotmányban, amelyek pl. a vetó jogot tervezték felszámolni.
Tusk támogatta a Lengyelország integrációját Európai Unióval és sürgette a lisszaboni szerződés aláírását, amit ellenzett Kaczyński elnök, aki ebben Lengyelország függetlenségének túlzott korlátozását látta. A miniszterelnök még az eurót is be akartavezetni Lengyelországban, de látva a válságot az eurózónában ötletét feladta. Ennek ellenére azt sürgette, hogy Lengyelország részt vehessen az euróra vonatkozó tárgyalásokban.
Külpolitikájában Tusk sikeresen törekedett a külkapcsolatok javítására azokkal az országokkal, amelyeket az elődje, Jarosław Kaczyński sértett a gyanakvó politikájával. Tusknak ez különösen jól sikerült Oroszországgal kapcsolatban, amely többiek között visszaállította a lengyel élelmiszer (különösen hús és tejtermékek) behozatalát (2008. augusztus). Ez akkor történt, amikor a lengyel kormány felhagyott az Oroszország és Unió közötti partnerségre vonatkozó tervekkel szembeni ellenkezéssel, amit Jarosław Kaczyński kezdett meg éppen a lengyel élelmiszer behozatal tilalma miatt.
A lengyel kormány aktívan részt vett a grúz-orosz összeütkőzésben 2008 augusztusában. Lech Kaczyński elnök volt Grúziában néhány más középeurópai elnökkel és támogatta Miheil Szaakasvili elnököt. Másodszor novemberben elutázott Grúziába. Amikor kocsival mentek Szaakasvilival Dél-Oszétián keresztül, a kocsik megálltak és néhány lövés esett géppuskából. Senkit nem sebesítettek meg és hamarosan az elnökök tovább mentek.

### Választás az Európai Parlamentbe 2009-ben
Ez 2009. július 7-én történt. Lengyelország számára kijelölt helyek közül a PO 25, a PiS 15, az SLD-UP koalíció 7, a PSL 3 helyett szerzett meg. A jogosultaknak csak 25%-a szavazott. Az új Parlament elnöke a lengyel miniszterelnök, Jerzy Buzek lett (2012 januárjáig).

### Kaczyński elnök halálaés a 2010-es elnökválasztás

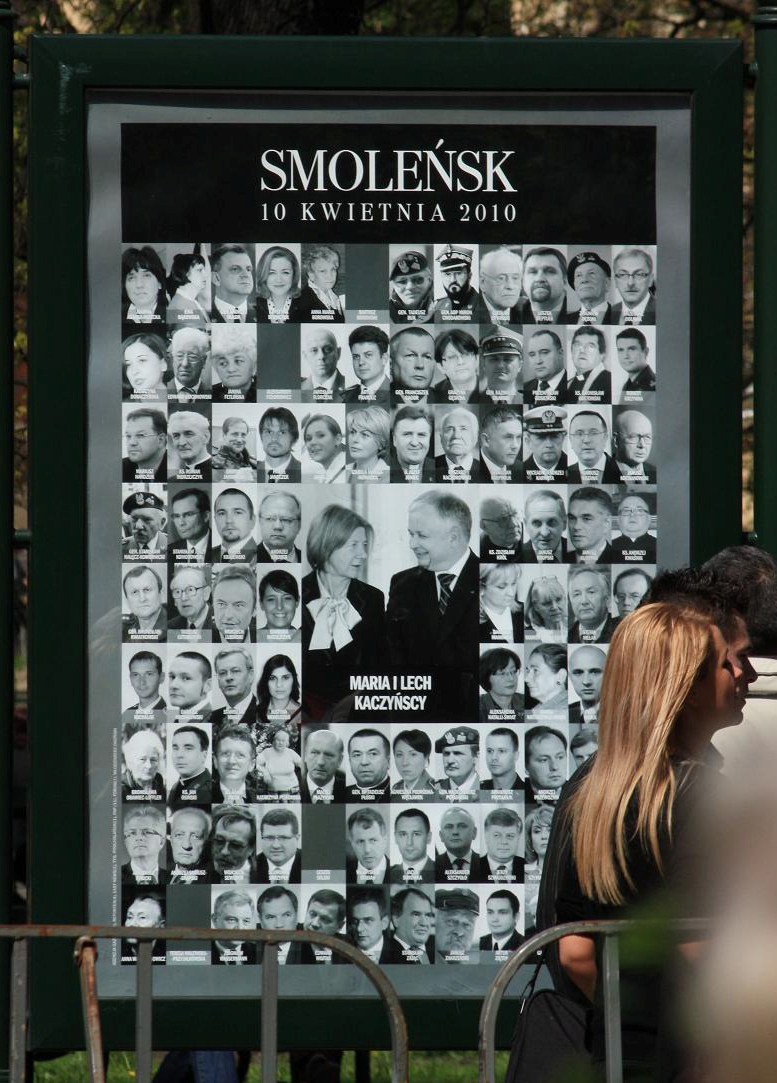
Tábla a szmolenszki katasztrófa áldozataival: középen – az elnöki pár

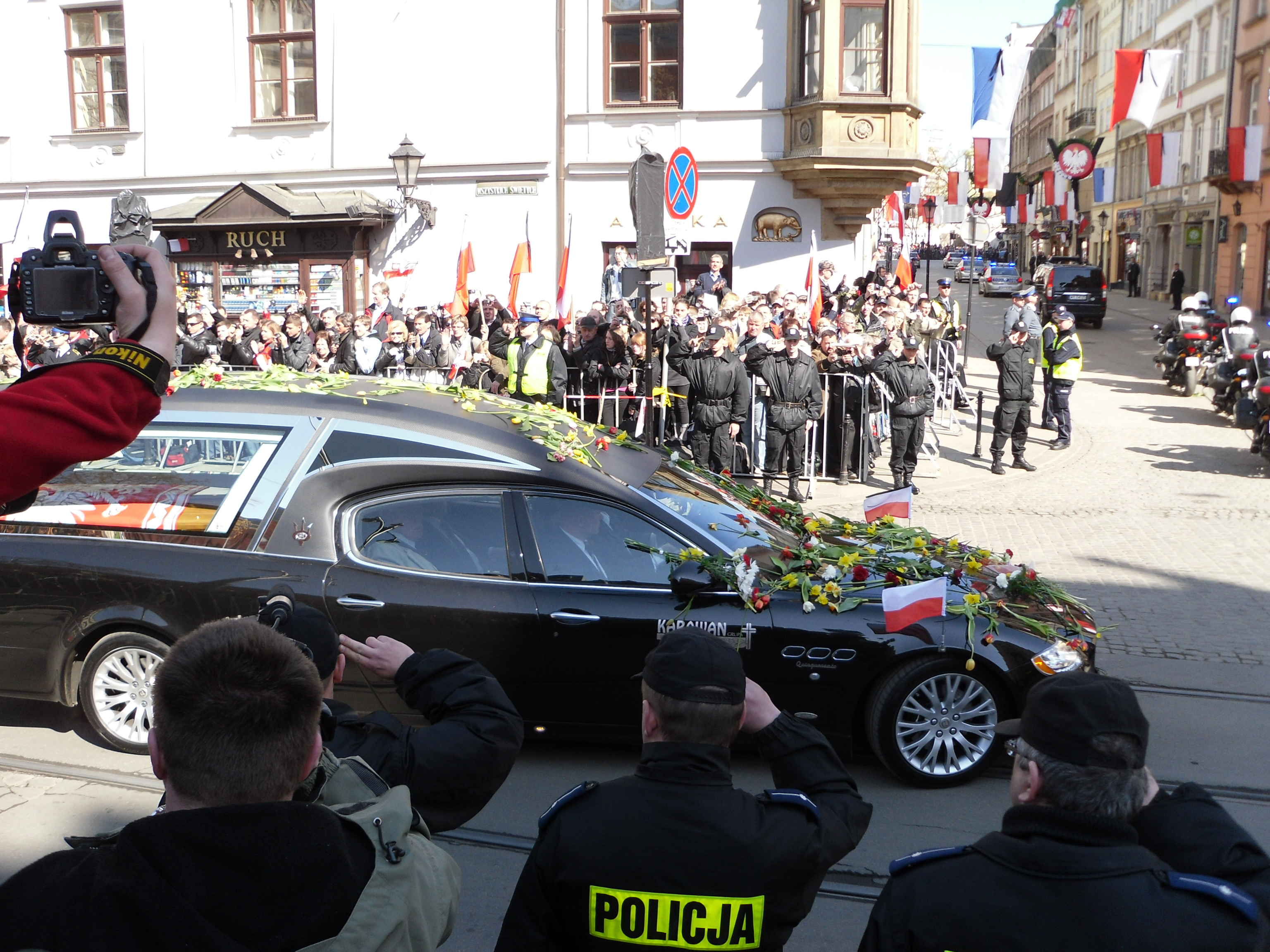
Halottaskocsi Lech Kaczyński holttestével útban a Wawelre

2010. április 10-ére esett a katyńi vérengzés 70. évfordulója. Lech Kaczyński elnök Varsóból repült az ünnepségekre. Donald Tusk az előző napon repült. Amikor reggel az elnöki repülőgép leszállni készült a sűrű ködben a szmolenszki repülőtéren, túl alacsonyan repülve beleakadt fákba ütközött, emiatt elveszítette a stabilitását és széttört. Mindenki meghalt – többiek között Kaczyński elnök a feleségével, Mariával, az utolsó emigráns elnök, Ryszard Kaczorowski, két szejmmarsall-helyettes és a Szenátus marsallhelyettese, az ombudsman, a Nemzeti Bank elnöke, 13 képviselő, 2 szenátor és a lengyel hadsereg összes (szárazföldi, légi, tengeri) parancsnoka. A repülőgép legénységével együtt az áldozatok száma 96 volt.
Az elnök halála pillanatában az alkotmányos kötelességek a Szejmmarsallra szállnak, a jelen esetben Bronisław Komorowskira. Április 18-án az elhunyt elnököt és a feleségét a waweli székesegyházban helyezték örök nyugalomra.
Az előrehozott elnökválasztás június 20-án volt (a szokásos eljárás szerint ez ősszel lett volna esedékes). A legfontosabb elnökjelöltek: az elnöki tisztséget ellátó Bronisław Komorowski szejmmarsall és Jarosław Kaczyński, a Jog és Igazságosság vezetője (a szmolenszki légikatasztrófa előtt a PiS megint Lech Kaczyńskit kívánta indítani). Komorowski a Polgári Platform jelöltje volt – Tusk miniszterelnök nem vett részt a választásban, mert kijelentette, hogy az alkotmány túl kis jogkört ad az elnöknek, ráadásul ő még nem fejezte be a feladatát, amit a nyugati államok civilizációjának utolérésében látott. A várakozások ellenére a kampány elég nyugodt volt, figyelemmel a körülményekre, amelyek a választást okozták. Még Jarosław Kaczyński is elfojtotta a harcosságát és jelleme más negátiv vonásait, csendes és kompromisszumra kész emberknek mutatkozott. Ahogy később kiderült, ez csak a választási harc taktikai elme volt.
Az első fordulóban Bronisław Komorowski megszerezte a szavazatok 41%-át, Kaczyński a 36%-át. A hármadik helyet az SLD főnöke, Grzegorz Napieralski foglalt el (13%-kal), a többi jelöltek közül senki nem lépte túl a 3%-ot. A második forduló július 4-én volt: Komorowski 52,4%, Kaczyński 46,4% . Komorowskit beiktatták az államelnöknek augusztus 6-án.

### Összeütkőzés a PO és a PiS között. Parlamentáris választás 2011-ben

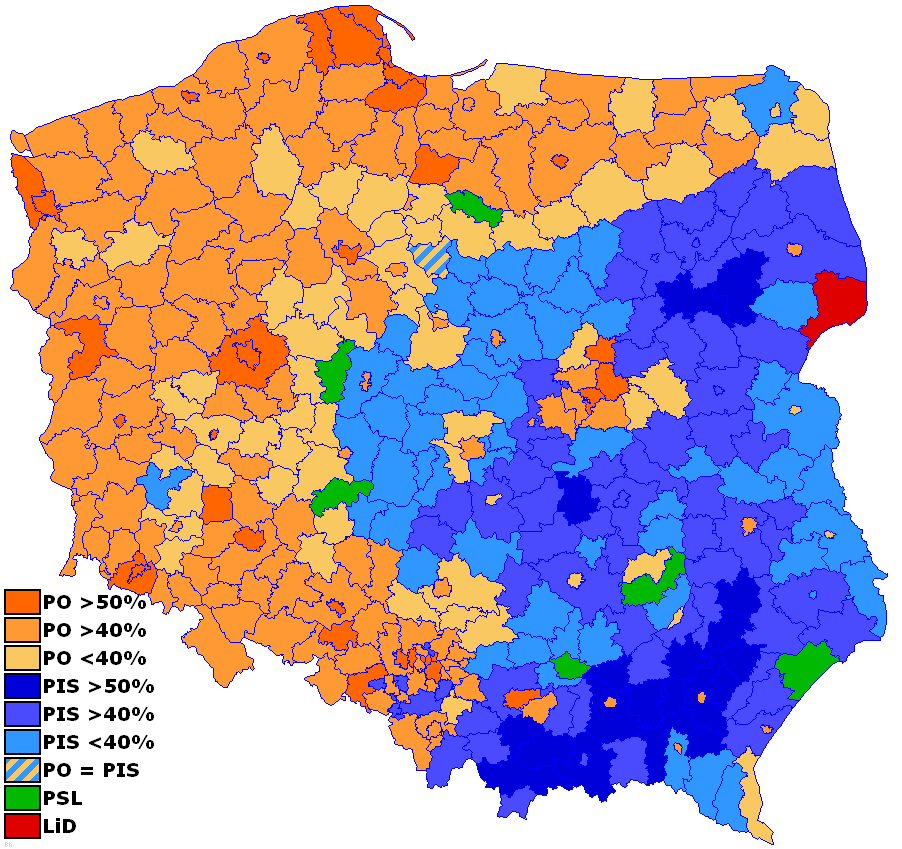
2007-es parlamentáris választás eredményei a járásokban

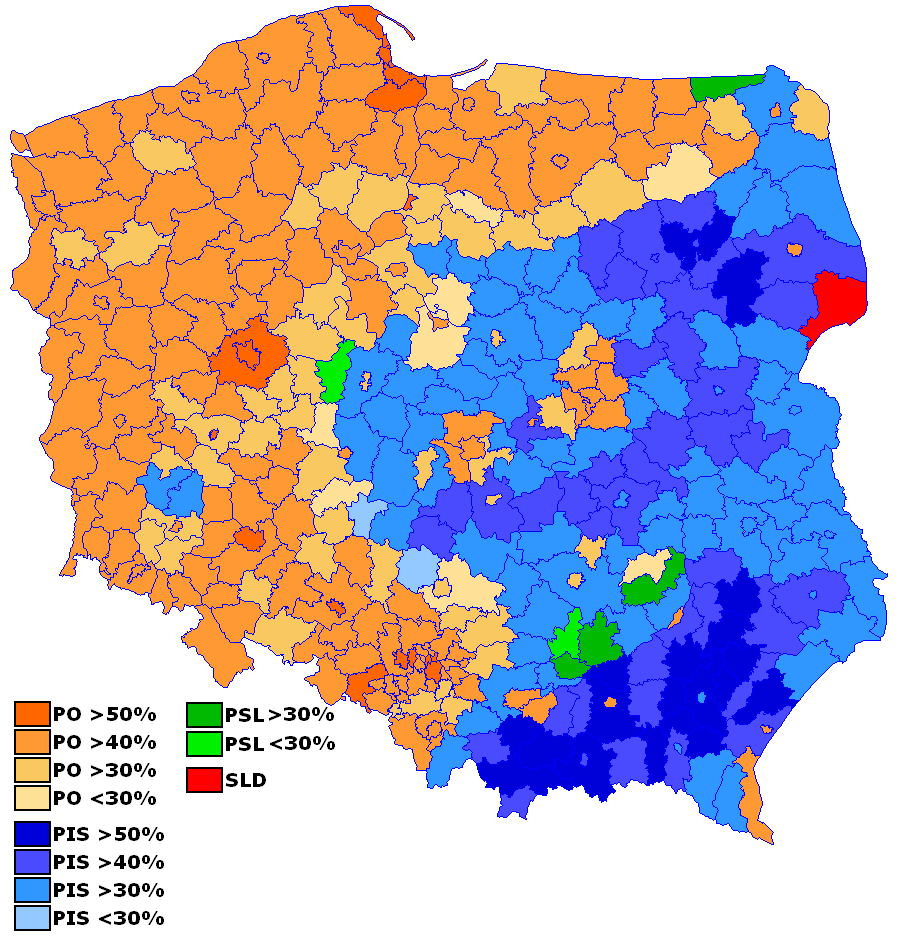
2011. évi parlamentáris választás eredményei a járásokban

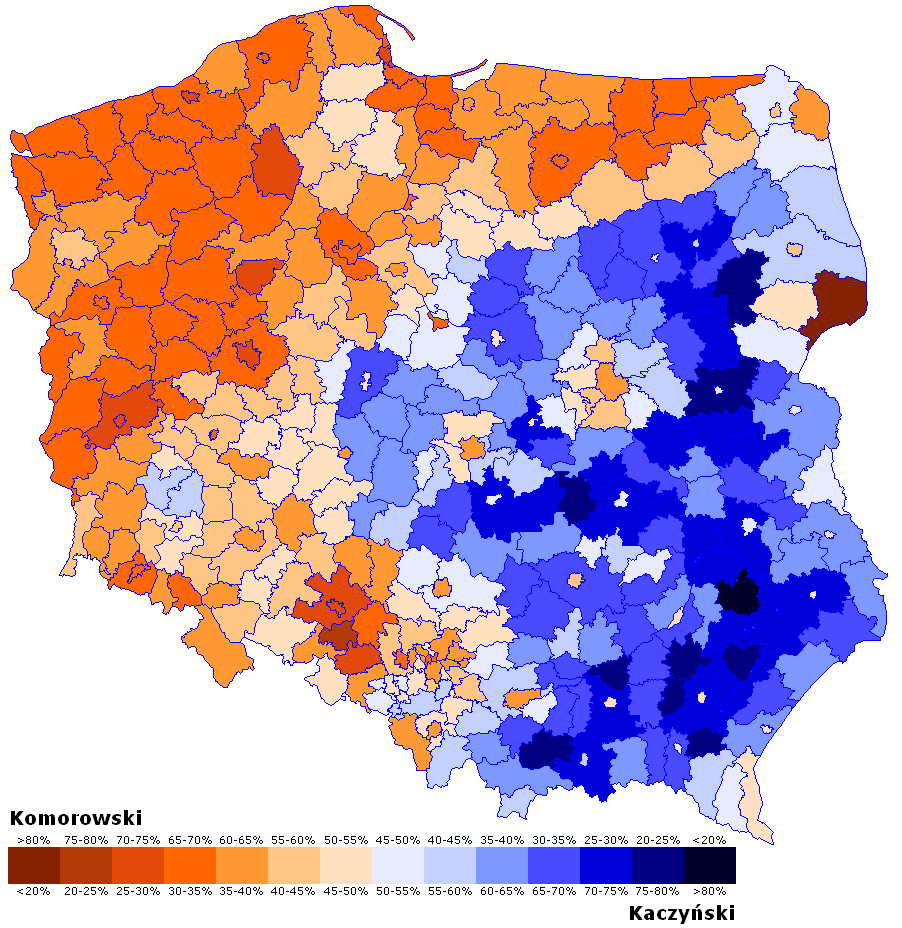
2010. évi elnökválasztás eredményei (2. forduló) a járásokban

Kiderült, hogy a Kaczyński nyugodt választási kampánya csak taktika volt, nem pedig belső változásé, amely állítólag beállt a PiS főnökében az ikertestvére halálával. Ezt az bizonyította, hogy a kampány szerzői (többiek között Joanna Kluzik-Rostkowska, a szociális és munkaügyi miniszter Kaczyński kormányában) elvesztették az eddigi pozícióikat a pártban. Kaczyński úgy vélte, hogy a választás elvesztésé a nyugodt kampány eredményezte. Igazában fordítva volt, éppen az ilyen kampány révén ő ennyi szavazatot szerzett meg. A mellőzött politikusok elhagyták a PiS-t és megalakították saját pártjukat, Lengyelország a Legfontosabb néven (PJN – Polska Jest Najważniejsza: ez volt Kaczyński választási jelszava),amelynek főnöke Kluzik-Rostkowska lett.
A Komorowski győzelme után a PiS és személy szerint Kaczyński kelletlen viszonya a Polgári Platformmal és különösen a kormánnyal szemben kezdett politikai háborúvá válni. A PiS vezetője kifogásolta Tuskkal szemben, hogy a miniszterelnök rosszul elkészítette az utazást Katyńba és e híbái következtében történt a szmolenszki légikatasztrófa. Hamarosan ezek a szemrehányások olyan képtelen vádakká alakultak át, hogy Tusk együttműködött Putyinnal Lech Kaczyński eltávolítása céljval. A maga Kaczyński nem ejtette ki e vádokat, de a vele együttműködők és szimpatizánsai ezt csinálták, különösen az ultrakatolikus Mária-Rádióval háttere (pl. Antoni Macierewicz, a volt belügyminiszter Jan Olszewski kormányában). Jarosław Kaczyński pedig néhányszor arra irányította a figyelmet, hogy Komorowski Lech Kaczyński halála következtében lett az államelnök, azzal is vádolta Komorowskit és Tuskot, hogy lenézték a testvérét. A PiS főnöke és a szimpátizánsai a kormányzó hatóság szembeni viszonyukat tüntetésekben fejezték ki, amelyeket mindegyik hónap 10. napján szerveztek, arra emlékezve, hogy a szmolenski légikatasztrófa április 10-én volt (a tüntetéseket hónapfordulóknak hívták az évfordulók mintájára). A tüntetések részvévői mindig azzal vádolták a kormányt és az elnöket, hogy titkolják az igazságot, és kormányellenes jelszavakat kiabáltak. Gyakran fáklyákat is vittek, ami az 1930-as évek német náci tüntetéseit idézték fel.
Ilyen hangulat kísérte a parlamentáris választás kampányát 2011-ben. Sok fontos dolog várt megoldást (pl. a nyugdíj-korhatár emelése, a ACTA ratifikálása), de a szmolenszki katasztrófa meg a PO és a PiS közötti "háború" uralta a kampányt.
A választás október 9-én volt. A PO 207, a PiS 157 mandátumot szerzett. A harmadik váratlanul a Palikot Mozgalma (Ruch Palikota) lett, az a párt, amit 2010 végén Janusz Palikot alapított. Palikot a Polgári Platformban egyik a legfontosabb embere volt, de kilépett, mert úgy vélte, hogy a Platform túl konzervátiv. Ő nagyon ellentmondásos személy, direkt és gyakran elég sértő kijelentései, bátor tüntetései sok gondot okoztak a Platformnak. A Palikot Mozgalma 40 mandátumot szerzett a választásban. Az SLD-től elvette a választók egy részét: azokat az embereket, akik úgy vélték, hogy az SLD nem elég bátor programja megvalósításában. Az SLD 27 mandátumot szerzett és a legkisebb párt lett Szejmben. Az utolsó előtti a PSL volt 28 mandátummal.
2007-től olyan a szabályosság figyelhető meg, hogy a Polgári Platform nyer többnyíre a Poroszország és Németország által egykor megszállt tartományokban meg Varsóban, Krakkóban és Łódźban, azaz a gazdagabb és "liberálisabb" területeken, míg a Jog és Igazságosság pártja az egykor Ausztria-Magyarország és Oroszország által megszállt tartományokban. Az ezekat a területeket elválasztó határ majdnem azonos Németország 19. századi határával.
A kormányt ismét a PO-PSL koalíciója alakította meg, Donald Tusk maradt a miniszterelnök, a PSL főnöke, Waldemar Pawlak miniszterelnökhelyettes és gazdasági miniszter lett (2012 decemberéig maradt hivatalban, akkor a PSL kongresszusán a párt új főnököt választott, Janusz Piechocińskit, aki új miniszterelnökhelyettes lett). Csak néhány miniszter változott. Ez az egyetlen eset a Harmadik Köztársaságban, hogy a kormányzó koalíció megőrizte hatalmát. A 2011. évi választás viszont egymás után a negyedik, amit a PO nyert (az előzők: 2007-ben és kétszer 2010-ben), hozzászámitva az önkormányzati választásokat 2006-ban és 2010-ben meg a választást az Európai Parlamentbe 2009-ben ez a hetedik.
A választás után eltávolítottak a PiS-ből néhány képviselőt, akik nyilvanosan megbírálták Jarosław Kaczyńskit a rossz választási stratégia és a sorrendben hetedik egymás után elvesztett választás miatt. Ezek a képviselők megalakították a Szolidáris Lengyelország nevű pártot (Solidarna Polska – Kaczyński jelszava a választásban). A pártnak 21 képviselője volt a Szejmben.

Lengyelország fő személyiségei 2011. évi választás után:
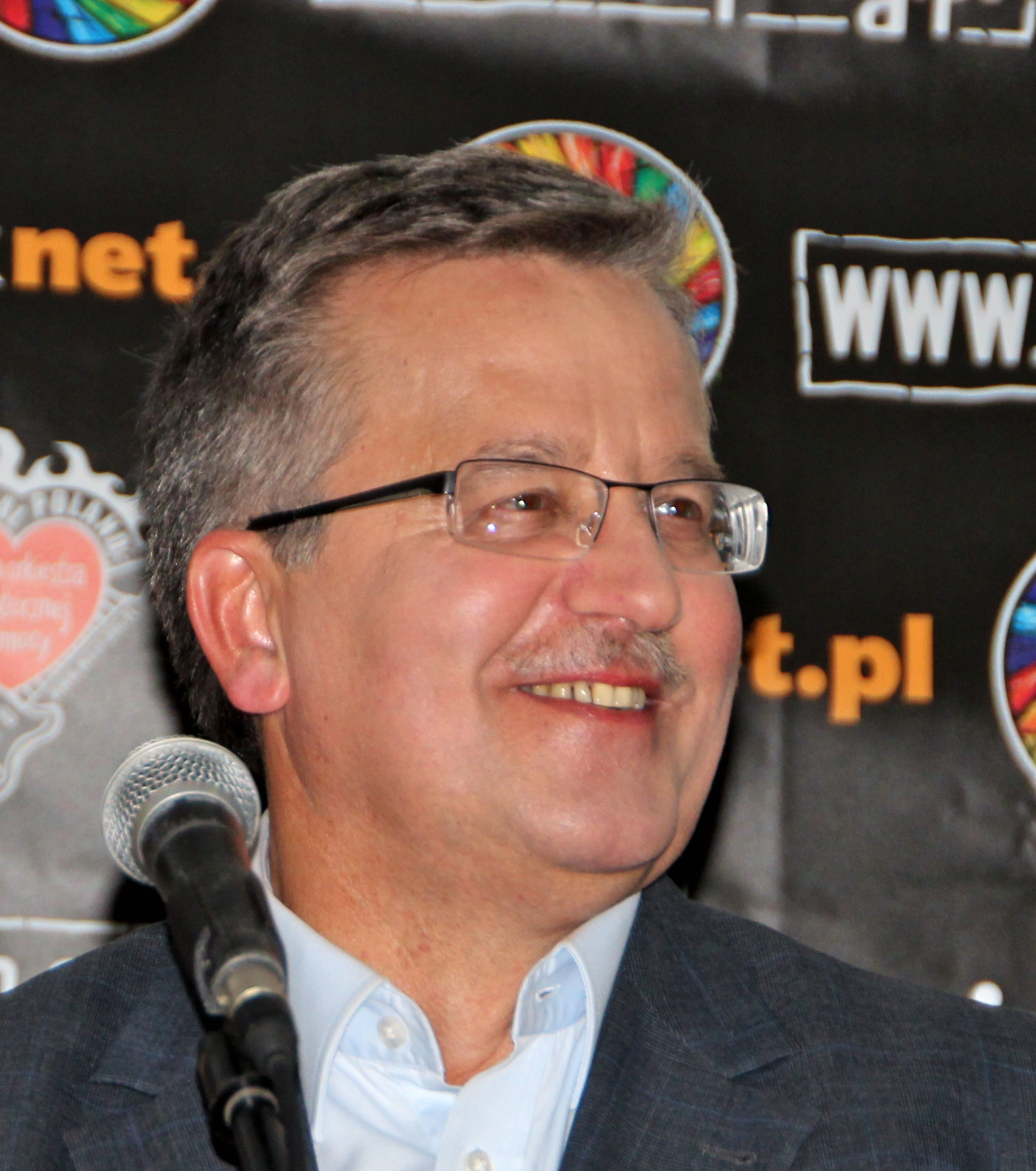
Bronisław Komorowski államelnök
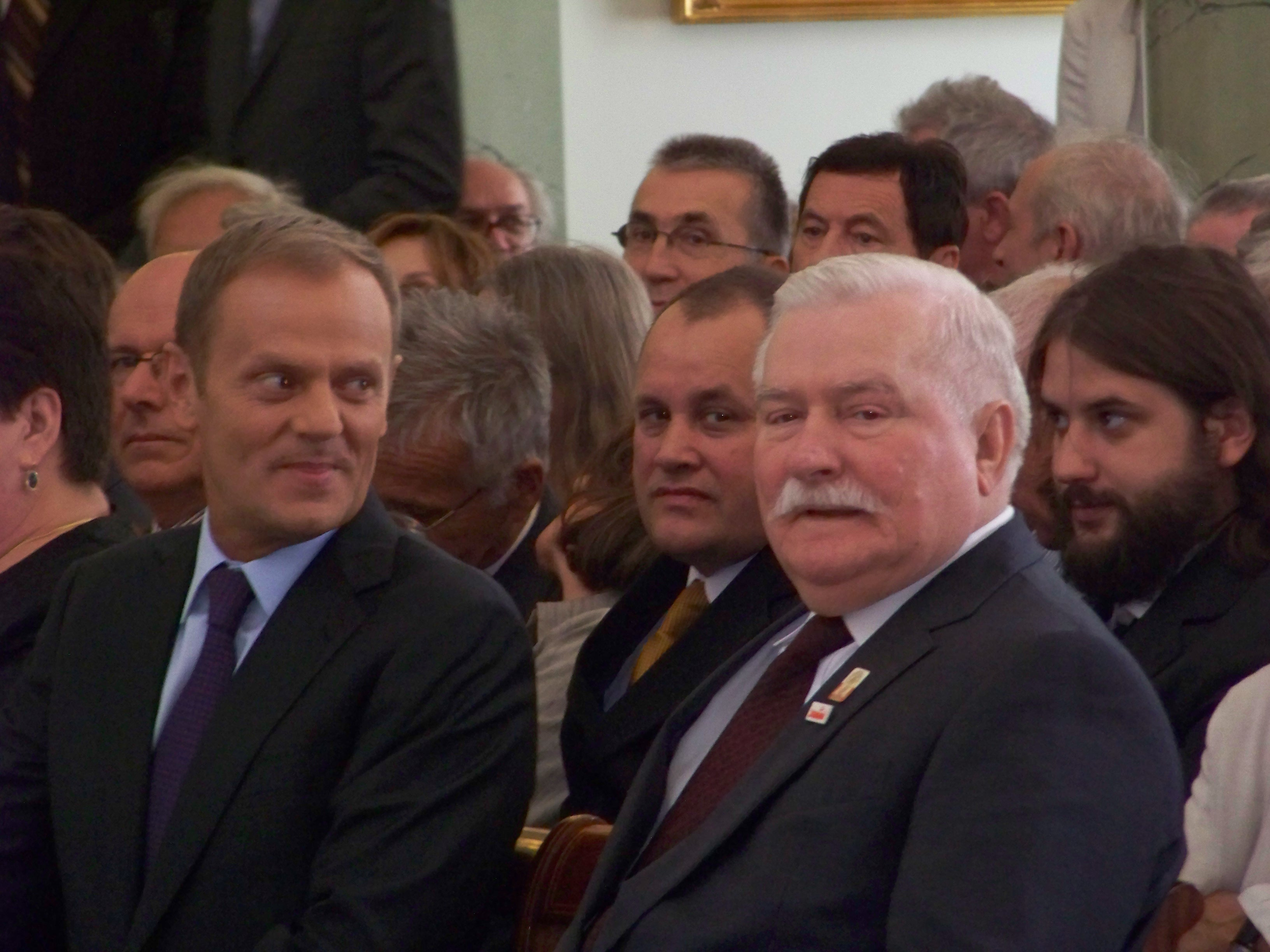
Donald Tusk miniszterelnök (balra, Lech Wałęsával)
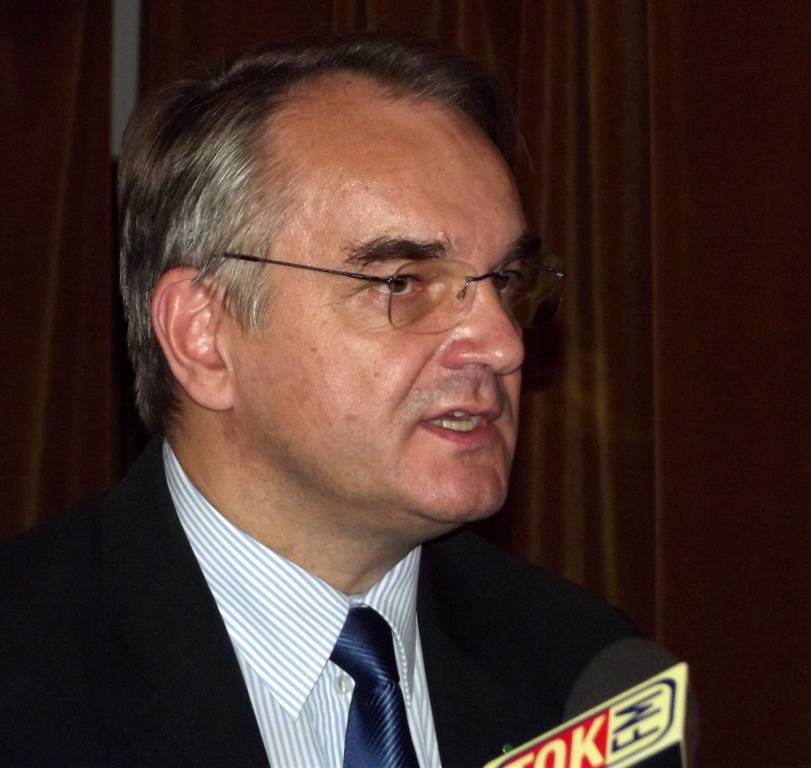
Waldemar Pawlak – 2012. dec. 6-áig a PSL főnöke, miniszterelnökhelyettes és közgazdasági miniszter
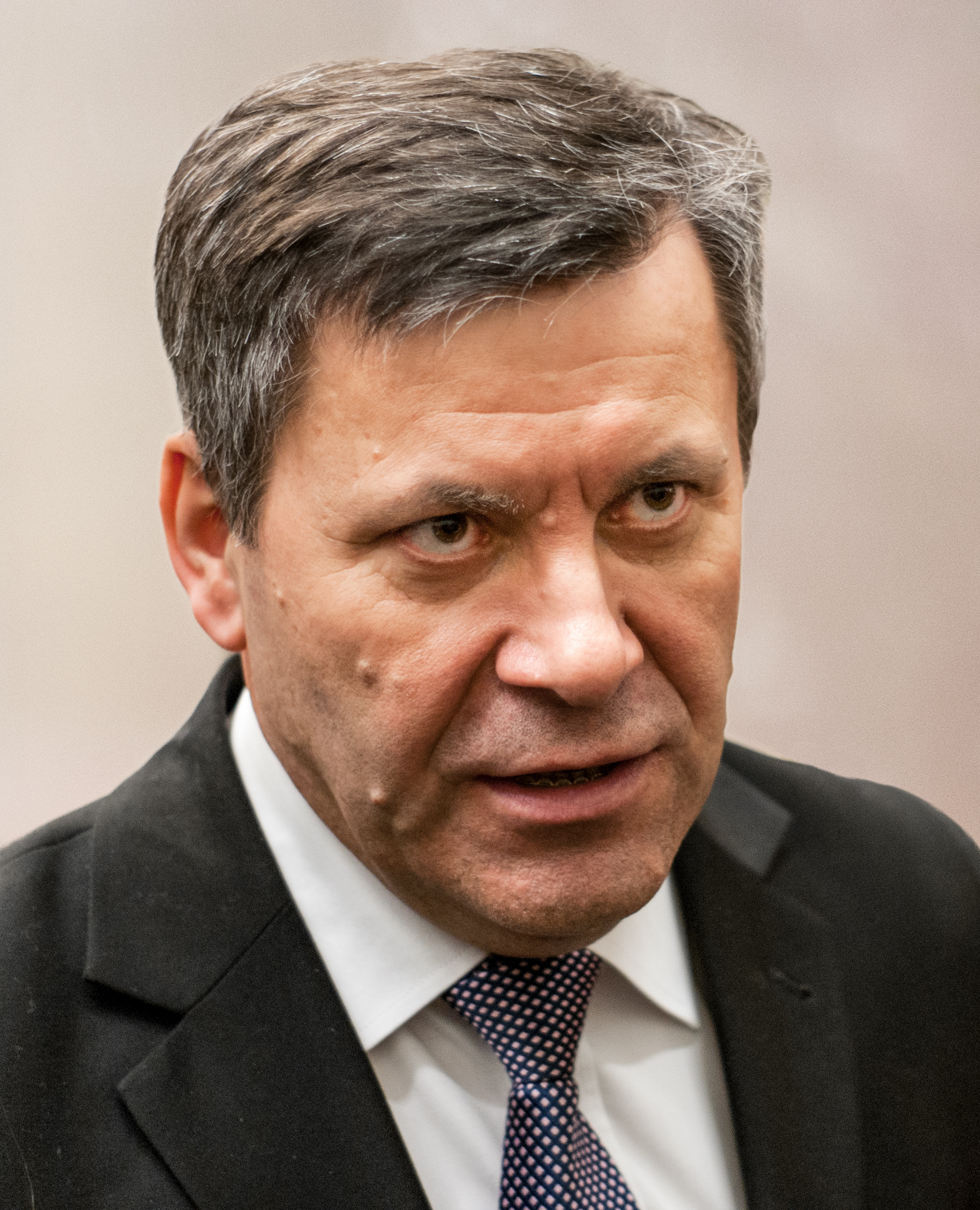
Janusz Piechociński – 2012. dec. 6-ától PSL főnöke, miniszterelnök- helyettes és közgazdasági miniszter

### Lengyelelnökségaz EU-ban
2011. július 1-jén Lengyelország átvette a soros elnökségét az Európai Unió Tanácsa ülésein, amely december 31-éig tartott. Ebben az időben Lengyelországnak sikerült befejezni a csatlakozási tárgyalásokat Horvátországgal (december 9-én a horvátok aláírták a csatlakozási szerződést) és a szövetségesi tárgyalásokat Ukrajnával (a szeptemberben aláírták a szövetségesi szerződést). Az Európai Tanács elfogadta hat törvénycikk tervét is, amelyek megerősítik a pénzügyi fegyelmet az Európai Unióban és az eurózonában.